# Ducati
Ducati Motor Holding S.p.A. és la divisió fabricant de motocicletes del grup italià Ducati amb seu a Borgo Panigale (Bolonya). La companyia és propietat del fabricant d'automòbils italià Lamborghini a través de la seva empresa matriu alemanya Audi, propietat del Grup Volkswagen.
A banda d'aquesta divisió, el grup Ducati consta de les empreses Ducati Corse (integrada dins Ducati Motor Holding i encarregada del programa de competició de la marca), Ducati Energia (dedicada a la producció de components elèctrics i electrònics) i la seva filial Ducati Sistemi, enfocada a l'electrònica dins el sector del transport.

## Història

### Els inicis
El 1926, l'enginyer Antonio Cavalieri Ducati (1853–1927) i els seus tres fills, Adriano, Marcello i Bruno Cavalieri Ducati, van fundar a Bolonya la Società Scientifica Radio Brevetti Ducati per a produir vàlvules electròniques, condensadors i altres components de ràdio. El 1935 havien tingut prou èxit com per a permetre la construcció d'una nova fàbrica al rione bolonyès de Borgo Panigale. La producció es va mantenir durant la Segona Guerra Mundial, malgrat que la fàbrica Ducati va ser un objectiu reiterat dels bombardejos aliats fins que, finalment, va ser destruïda per un estol de vora 40 Consolidated B-24 Liberator el dijous 12 d'octubre de 1944 en el marc de l'Operació Pancake de les Forces Aèries dels Estats Units, una operació en què van prendre part uns 700 avions que s'envolaren dels camps d'aviació de la província de Foggia.
Mentrestant, a la petita empresa torinesa SIATA (Società Italiana per Applicazioni Tecniche Auto-Aviatorie), Aldo Farinelli va començar a desenvolupar un petit motor de varetes per a ser muntat en bicicletes. Tot just un mes després de l'alliberament oficial d'Itàlia el 1944, SIATA va anunciar la seva intenció de vendre al públic aquest motor, anomenat "Cucciolo" ("cadell", "gosset", en referència al característic so del tub d'escapament). Els primers Cucciolo es venien sols, per a ser muntats en bicicletes estàndard pel comprador; tanmateix, alguns empresaris (entre ells, Ducati) van començar a comprar els petits motors per tal de comercialitzar-hi unitats completes de bicicletes motoritzades.

### Dels 50 als 90

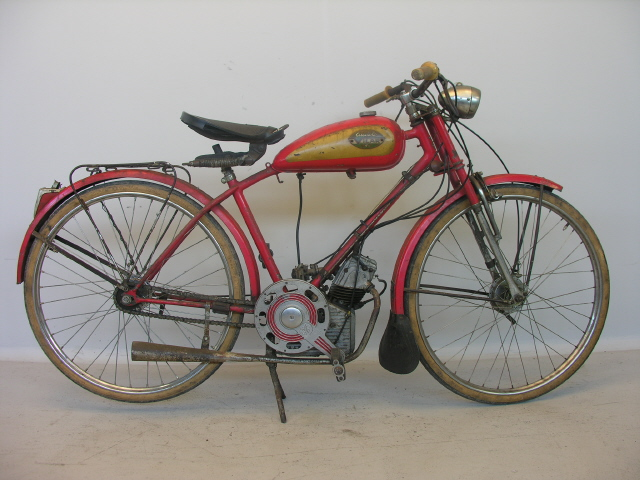
Una Ducati "Cucciolo" de 1950

El 1950, després de vendre més de 200.000 Cucciolo en col·laboració amb SIATA, la firma Ducati va oferir finalment la seva pròpia moto basada en aquest motor. Aquesta primera motocicleta Ducati cubicava 48 cc i pesava 44 kg, amb una velocitat màxima de 64 km/h; el seu carburador de 15 mm permetia un consum de menys d'1 l/100 km. Ducati aviat va abandonar el nom de Cucciolo en favor de "55M" i "65TL".
Quan el mercat es va orientar vers motocicletes més grans, la direcció de Ducati va decidir respondre-hi i en una exposició a Milà de començaments de 1952, la marca presentà els models 65TS i Cruiser (un escúter de quatre temps). Tot i que es va descriure com a la moto nova més interessant del saló d'aquell any, el Cruiser no va ser un gran èxit i només se'n van fabricar uns quants milers durant un període de dos anys abans que el model cessés en producció.
El 1953, la direcció va dividir la companyia en dues entitats separades, Ducati Meccanica SpA i Ducati Elettronica, en consonància amb les seves divergents línies de productes per a motocicletes i electrònica. El doctor Giuseppe Montano va assumir el càrrec de gerent de Ducati Meccanica SpA i la fàbrica de Borgo Panigale es va modernitzar amb l'ajut del govern. El 1954, Ducati Meccanica SpA havia augmentat la producció fins a 120 motocicletes al dia.

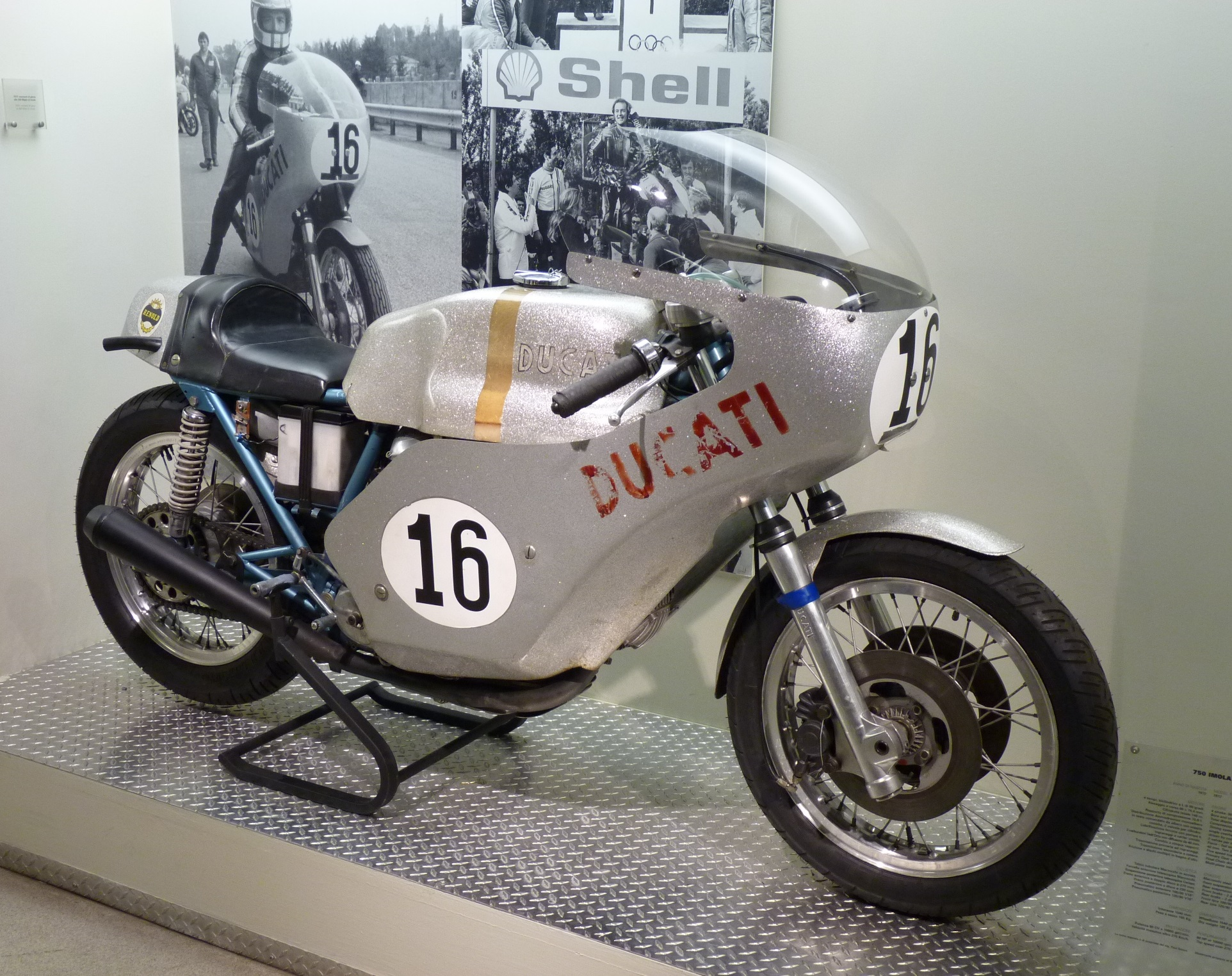
La Ducati 750 Imola Desmo que guanyà les 200 Milles d'Imola el 1972

Durant la dècada del 1960, Ducati va llançar alguns escúters d'èxit, com ara el Brio i, a més, va guanyar el seu lloc a la història del motociclisme produint la motocicleta de carretera de 250 cc més ràpida del moment, la Mach 1. A la dècada següent, la firma va començar a produir motocicletes amb motors V-twin de gran cilindrada (uns motors que Ducati va anomenar "L-twin" pel seu angle de 90°) i, el 1973, va presentar el seu disseny patentat de vàlvules desmodròmiques.
El 1985, Cagiva va comprar Ducati i es va plantejar de vendre les seves motocicletes sota la marca "Cagiva" però, un cop completada la compra, l'empresa de Pesaro va mantenir la marca "Ducati". Onze anys després, el 1996, Cagiva va acceptar l'oferta de Texas Pacific Group (TPG Capital) i li va vendre una participació del 51% a la companyia per 325 milions de dòlars; més tard, el 1998, Texas Pacific va comprar la major part del 49% restant per a convertir-se en l'únic propietari de Ducati.
El 1999, TPG va emetre una oferta pública inicial d'accions de Ducati i va canviar el nom de l'empresa a l'actual, "Ducati Motor Holding SpA". TPG va vendre més del 65% de les seves accions de Ducati, deixant de ser-ne, doncs, l'accionista majoritari.

### Segle XXI

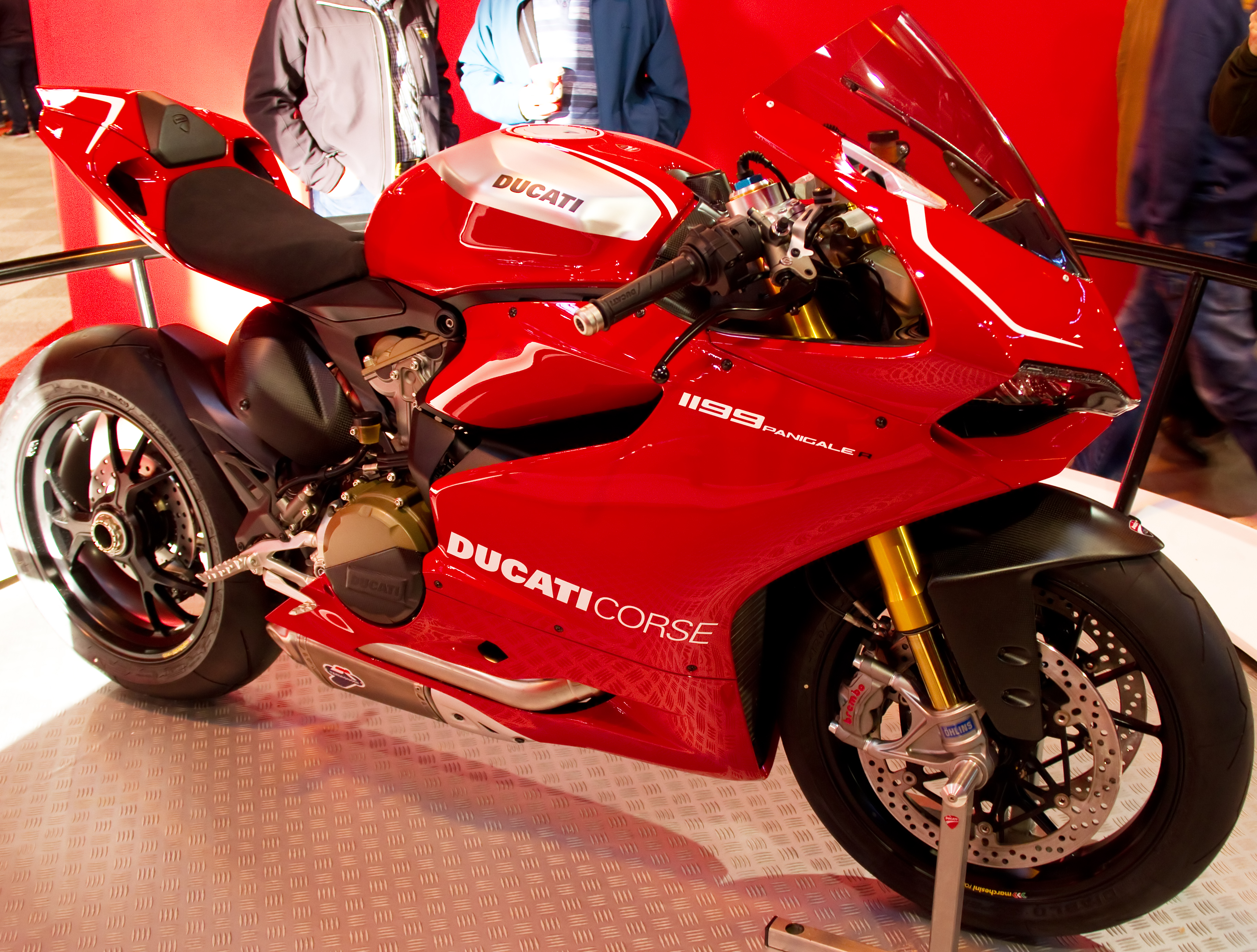
Una Ducati 1199 Panigale del 2012

El desembre de 2005, Ducati va tornar a propietat italiana amb la venda de la participació de Texas Pacific (llevat d'una acció) a Investindustrial Holdings, el fons d'inversió de Carlo i Andrea Bonomi.
L'abril de 2012, la filial del Grup Volkswagen Audi va anunciar la seva intenció de comprar Ducati per 860 milions d'euros. El president de Volkswagen, Ferdinand Piëch, un entusiasta de les motos, havia cobejat des de feia temps Ducati i es penedia d'haver deixat passar l'oportunitat de comprar-li l'empresa al govern italià el 1984. Els analistes dubtaven que un fabricant de motocicletes petit tingués un efecte significatiu en una empresa de la mida de Volkswagen i comentaren que l'adquisició tenia "una sensació de trofeu" i que estava "impulsada per la passió de VW per les plaques identificatives més que no pas per la lògica industrial o financera". La marca italiana de vehicles de luxe Lamborghini es va reforçar un cop passà a ser propietat de VW. La filial d'AUDI AG Automobili Lamborghini S.p.A. va adquirir el 100% de les accions de Ducati Motor Holding S.p.A. el 19 de juliol de 2012 per 747 milions d'euros.

## Canvis de propietat
Des de 1926, Ducati ha estat propietat de diversos grups i empreses.
- 1926–1950 – Família Ducati
- 1950–1967 – Gestionada per l'Istituto per la Ricostruzione Industriale (IRI) del Govern d'Itàlia
- 1967–1978 – Control sobre les operacions quotidianes de la fàbrica per part de l'Ente Partecipazioni e Finanziamento Industrie Manifatturiere (EFIM)
  - 1967–1973 – Dirigida per Giuseppe Montano[9]
  - 1973–1978 – Dirigida per Cristiano de Eccher[9]
- 1978–1985 – Grup VM
- 1985–1996 – Grup Cagiva

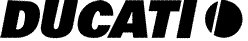
Antic logo de Ducati emprat de 1997 a 2008

- 1996–2005 – Propietat del Texas-Pacific Group (amb seu als Estats Units) i emissió d'accions públiques
  - Dirigida pel CEO Federico Minoli (1996–2001 i 2003–2007)
- 2005–2008 – Investindustrial Holdings S.p.A.
- 2008–2012 – Performance Motorcycles S.p.A.[11]

Un fons d'inversió format per Investindustrial Holdings, BS Investimenti i Hospitals of Ontario Pension Plan
- 19 de juliol de 2012 - actualitat – Automobili Lamborghini S.p.A.[1]

AUDI AG va adquirir el 100% dels drets de vot de Ducati Motor Holding S.p.A. a través de la filial d'Audi Automobili Lamborghini S.p.A.
Des dels anys seixanta fins als noranta, l'empresa catalana Mototrans va fabricar sota llicència motors Ducati i va produir motocicletes que, tot i incorporar subtils diferències, eren clarament derivades de Ducati. El model més destacat de Mototrans va ser la 24 Horas de 250 cc.

## Dissenys de motocicleta

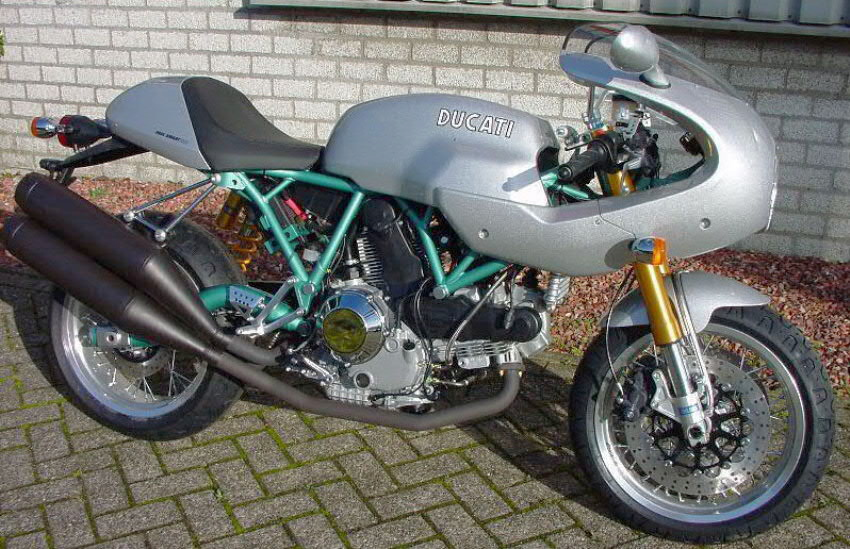
Ducati PaulSmart 1000 LE de 2006

Ducati és coneguda especialment per les seves motocicletes d'altes prestacions, les quals es caracteritzen per dur motors de gran cilindrada de quatre temps bicilíndrics en V de 90°, amb un disseny de vàlvules desmodròmiques. Ducati va definir la seva configuració com a L-twin (en comptes de l'estàndard V-twin) perquè un cilindre és vertical mentre que l'altre és horitzontal, cosa que fa que sembli una lletra "L". El disseny de vàlvules desmodròmiques de Ducati s'acosta als cinquanta anys d'ús. Les vàlvules desmodròmiques es tanquen amb un lòbul de lleva i un aixecador dedicats separats, en comptes de les vàlvules de molles convencionals que s'utilitzen en la majoria de motors de combustió interna en vehicles de consum. Això permet que les lleves tinguin un perfil més radical, obrint i tancant les vàlvules més ràpidament, sense el risc de flotació de la vàlvula que provoca una pèrdua de potència que és més probable quan s'utilitza un mecanisme de tancament "passiu" en les mateixes condicions.
Mentre que la majoria dels altres fabricants utilitzen embragatges humits (amb les parts giratòries banyades en oli), Ducati en feia servir anteriorment en moltes de les seves motocicletes de secs multidisc. L'embragatge sec elimina la pèrdua de potència per la viscositat de l'oli que arrossega el motor (tot i que l'acoblament pot no ser tan suau com a les versions amb bany d'oli), però les plaques d'embragatge es poden desgastar més ràpidament. Ducati s'ha reorientat vers embragatges humits a partir de les seves línies de productes actuals.
Ducati també utilitza àmpliament xassissos d'estructura reticular ("space frame" o "trellis" en anglès), tot i que el projecte de MotoGP de la marca va trencar amb aquesta tradició mitjançant la introducció d'un revolucionari xassís de fibra de carboni per a la Ducati Desmosedici GP9.

## Producció

### Dècades del 1950-1960

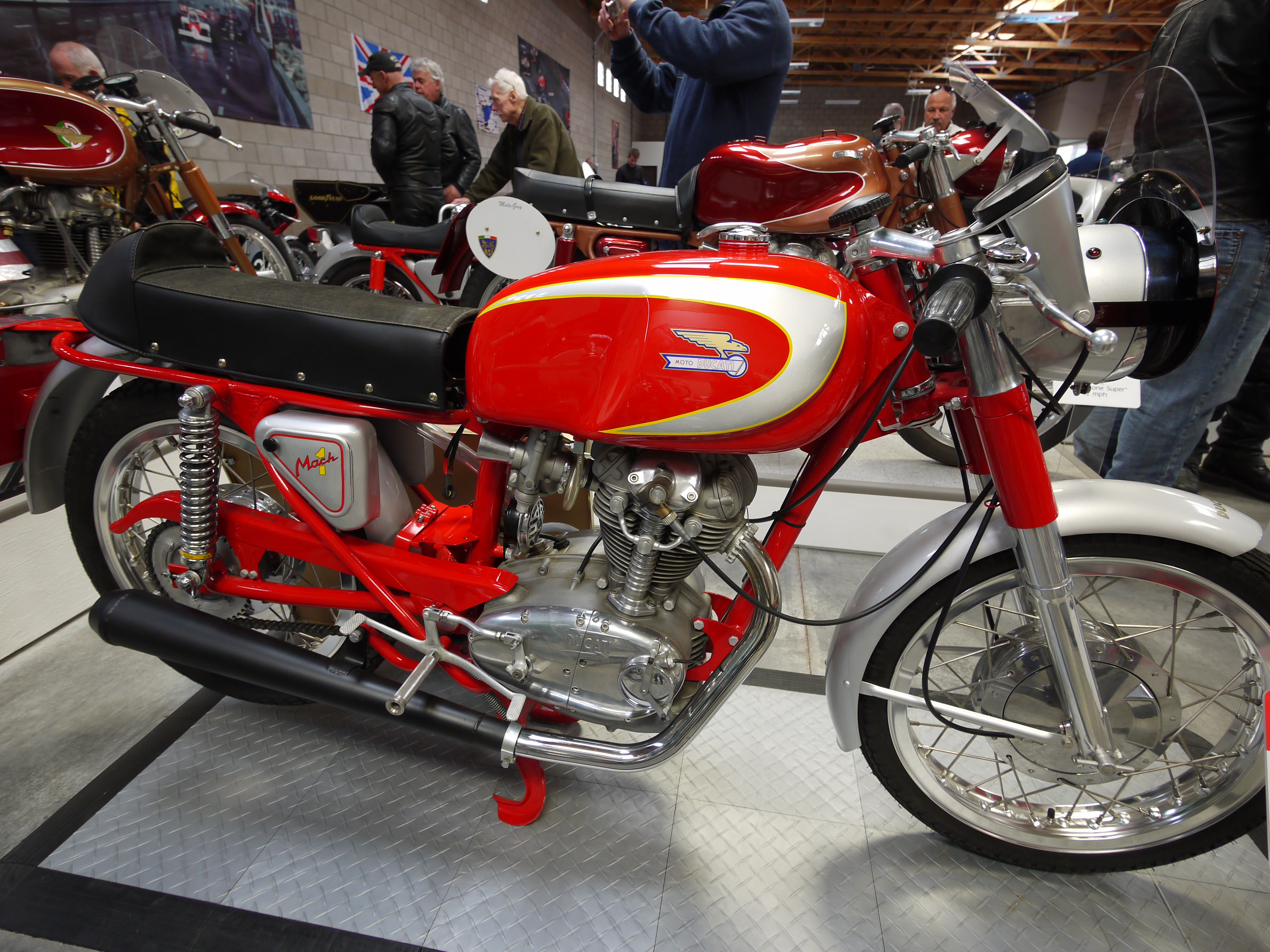
Ducati 250 Mach 1 de 1964

El 1954 va entrar a l'empresa l'enginyer Fabio Taglioni (1920–2001), qui va caracteritzar les motocicletes Ducati durant tota la segona meitat de segle. El 1956 es va aplicar per primera vegada la distribució desmodròmica a un motor de motocicleta: la Desmo 125 GP, una moto reeixida que estigué a punt de guanyar el mundial de velocitat la temporada de 1958.
Durant aquesta època, Ducati va produir especialment models monocilíndrics, unes motocicletes que han passat a la història com a les Ducati Singles ("single" és com es coneix el motor monocilíndric en anglès). Dins aquesta gamma hi ha motos de renom com ara la Scrambler de 1962 o la Mach 1 de 1965, una 250 cc capaç de superar els 160 km/h. El 1963 es va provar un prototip destinat específicament al mercat nord-americà, de creixent importància per a l'empresa: la Ducati Apollo 1260 (la qual, malgrat tot, restà com a exemplar únic).

### Dècades del 1970-1980
Durant els anys setanta es va desenvolupar el motor bicilíndric de la 750 GT, que va esdevenir un dels vaixells insígnia de la producció de l'empresa. També a la mateixa època, un dels models amb més èxit de la marca va ser la Scrambler (llançada uns anys abans però consolidada durant els 70), equipada amb motor monocilíndric de 125, 250, 350 o 450 cc.
Entre les creacions de la casa bolonyesa cal esmentar la 750 SS, equipada amb el sistema desmodròmic i llançada el 1974, que fou la primera Ducati amb motor de 90° en "L". El 1975 es va llançar la 900SS, el 1977 la Darmah, el 1980 la "Mike Hailwood Replica" i el 1982, la 900 S2. El cicle de les "parelles còniques desmo" s'acabà el 1986 amb les Ducati 1000 (MHR i S2), produïdes en un nombre limitat d'unitats, essent la MHR el model més venut d'aquesta família (7.000 unitats entre 1979 i 1986).
El 1979 es va presentar la Pantah 500. Dissenyada també per Fabio Taglioni, fou la primera Ducati de la nova generació de motors equipats amb control de distribució per corretja, tot i que encara amb dues vàlvules i refrigeració per aire. D'aquest nou motor en deriven tots els altres models que han arribat fins als nostres dies i que han assolit victòries a tota mena de curses arreu del món. Ben aviat, el 1985, arribà la 750 F1. D'aquesta moto se'n creà més tard una versió "Laguna Seca" per a commemorar la victòria en aquell circuit californià de Marco Lucchinelli, la qual continua sent la darrera victòria en la mateixa cilindrada d'un motor bicilíndric contra les motos de quatre cilindres japoneses al campionat per a derivats de sèrie que esdevindria més tard l'actual mundial de Superbike.
La Paso de 1986 fou la primera motocicleta de carretera totalment dissenyada per Massimo Tamburini, un dels dos fundadors de Bimota. D'aquesta època fou també la poc reeixida custom de la sèrie Indiana i la Cagiva Elefant amb motor Ducati. La 851, dissenyada per Massimo Bordi i presentada el 1987, va ser la primera de la nova sèrie de Ducati amb motor de 4 vàlvules i refrigeració líquida; fou també la primera a adoptar el motor Desmoquattro, basat en la feina del mateix enginyer.

### Dècada del 1990

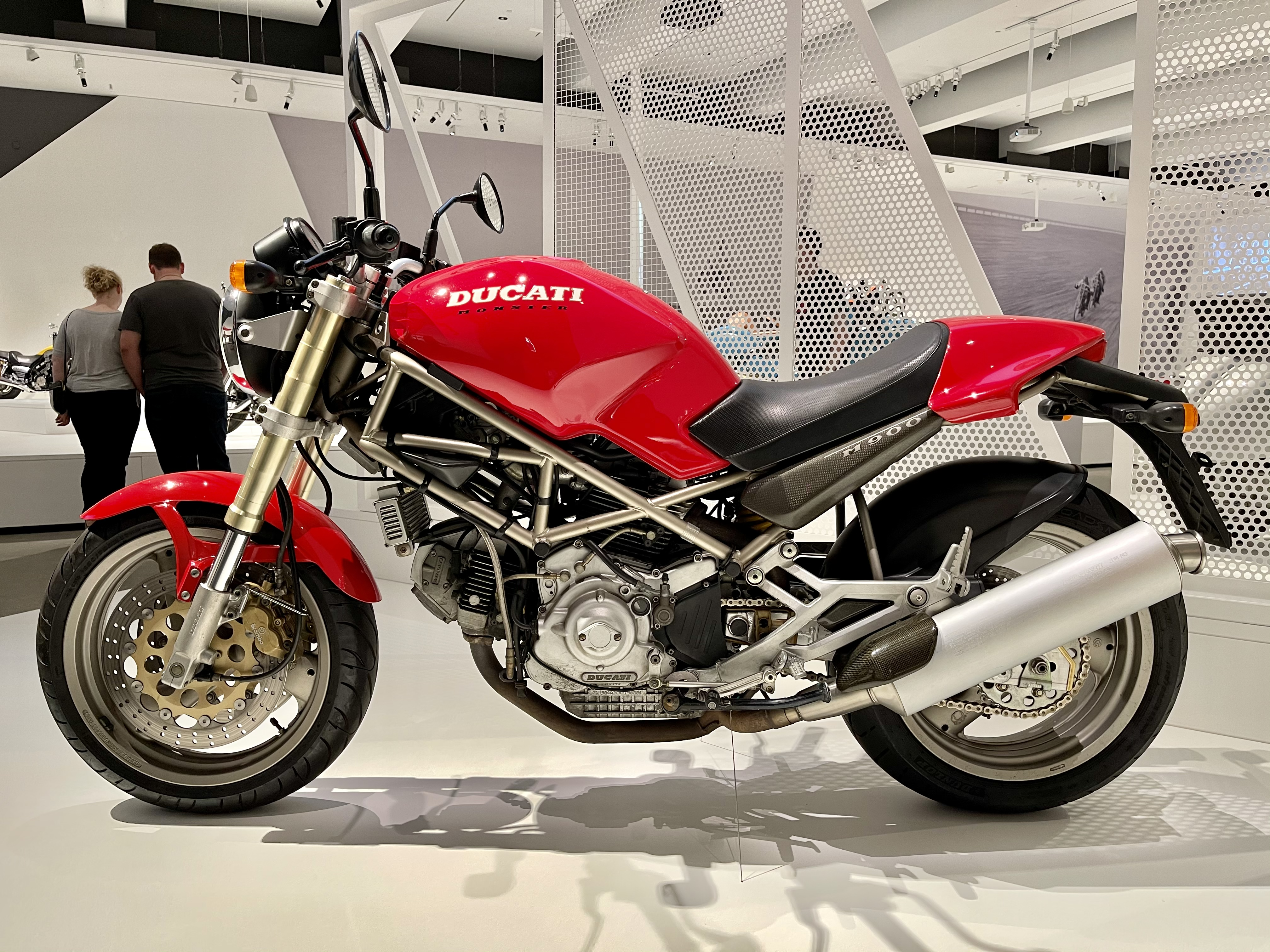
Ducati Monster 900 de 1994

La Monster, dissenyada per Miguel Galluzzi, es va llançar el 1993 i la 916, dissenyada per Massimo Tamburini, el 1994. Aquest darrer model es va desenvolupar durant els anys següents amb els noms de Ducati 996 i Ducati 998, relatius a la seva nova cilindrada.
El 1997, de nou amb la contribució de Miguel Galluzzi, Ducati va presentar la sèrie ST (sport-turismo) que es va proposar com una sèrie de motos esportives amb un ús més utilitari, més protectores i còmodes fins i tot per al passatger i capaces de ser fàcilment equipades amb bosses i maletes per a l'equipatge necessari per a viatges llargs. La sèrie ST inclou la ST2 (motor de 2 vàlvules refrigerat per líquid de 944 cc), la ST4 (916 cc, 4 vàlvules), l'ST4S/ST4S ABS (996 cc, la primera moto italiana equipada amb un dispositiu ABS) i la ST3; la producció d'aquesta sèrie va cessar el 2007.

### Segle XXI
Una altra particularitat de Ducati és que va ser la primera a vendre una motocicleta només a través d'Internet (l'any 2000, amb la Ducati MH900e). Gràcies a l'èxit de la iniciativa, va néixer una empresa especial dedicada al comerç electrònic, Ducati Com.

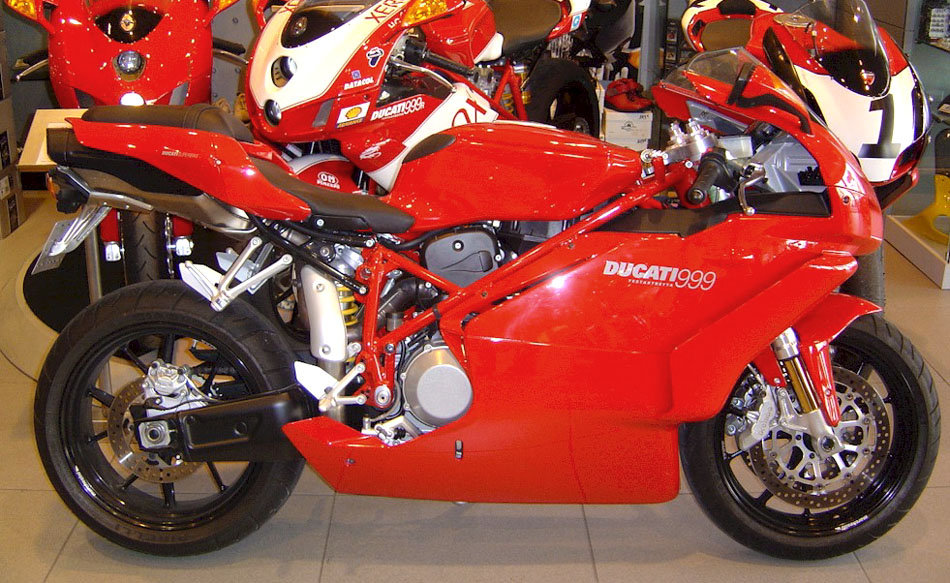
Ducati 999 de 2005

El 2002 va néixer la Ducati 999, dissenyada pel sud-africà Pierre Terblanche, una moto que marca el final de la reeixida sèrie 916, 996 i 998 (la darrera versió de la 998 en va ser l'edició final). La 999 no obtingué la mateixa acollida entusiasta que les seves antecessores, però sí que assolí un gran èxit esportiu en guanyar el mundial de Superbike el primer any de participar-hi (2003), amb l'anglès Neil Hodgson, i més tard amb un altre anglès, James Toseland. El domini de Ducati al mundial es va interrompre el 2005, amb la victòria de l'australià Troy Corser amb Suzuki, i va continuar el 2006 amb el també australià Troy Bayliss, qui ja havia guanyat el títol el 2001 amb la Ducati 996.
El 2003 es va presentar la Multistrada, una motocicleta de la categoria "on/off-road" (és a dir, ambivalent per a carretera i fora d'asfalt). Al moment de la presentació, l'única cilindrada oferta era la de 1.000 cc, a la qual s'hi va unir el 2005 la versió més petita de 620 cc, ambdues produïdes fins al 2006. Al catàleg del 2007 hi havia dues versions de la Multistrada: la 1100 i la 1100 S, les quals es produïren fins al 2009. Totes dues estaven equipades amb motor L-twin de 1.078 cc i 95 CV (el mateix motor que equipava la Ducati Hypermotard, amb la diferència que l'embragatge era en sec al motor d'aquesta darrera). La versió bàsica només era disponible en un color, el vermell, mentre que per a la versió S hi havia també l'opció del color negre o blanc perla.
El 2005 es va presentar la nova sèrie SportClassic, que consistia inicialment en dos models: la PaulSmart 1000LE i la Sport1000, tots dos produïts en versió monoplaça. A partir del 2006, la gamma SportClassic es va ampliar amb els models Sport1000 Biposto i GT1000, mentre que el 2007 es va presentar l'Sport1000S. La gamma SportClassic, també dissenyada per Pierre Terblanche, se situa en el segment de les motocicletes "clàssiques modernes", és a dir, motocicletes que, tot i mantenir els continguts tècnics moderns, incorporen les formes i els gràfics de les Ducati produïdes als anys 70, com ara la 750 SS o la 750 GT. Totes les motocicletes de la gamma anaven equipades amb el motor L de dues vàlvules desmodròmic de 992 cc.

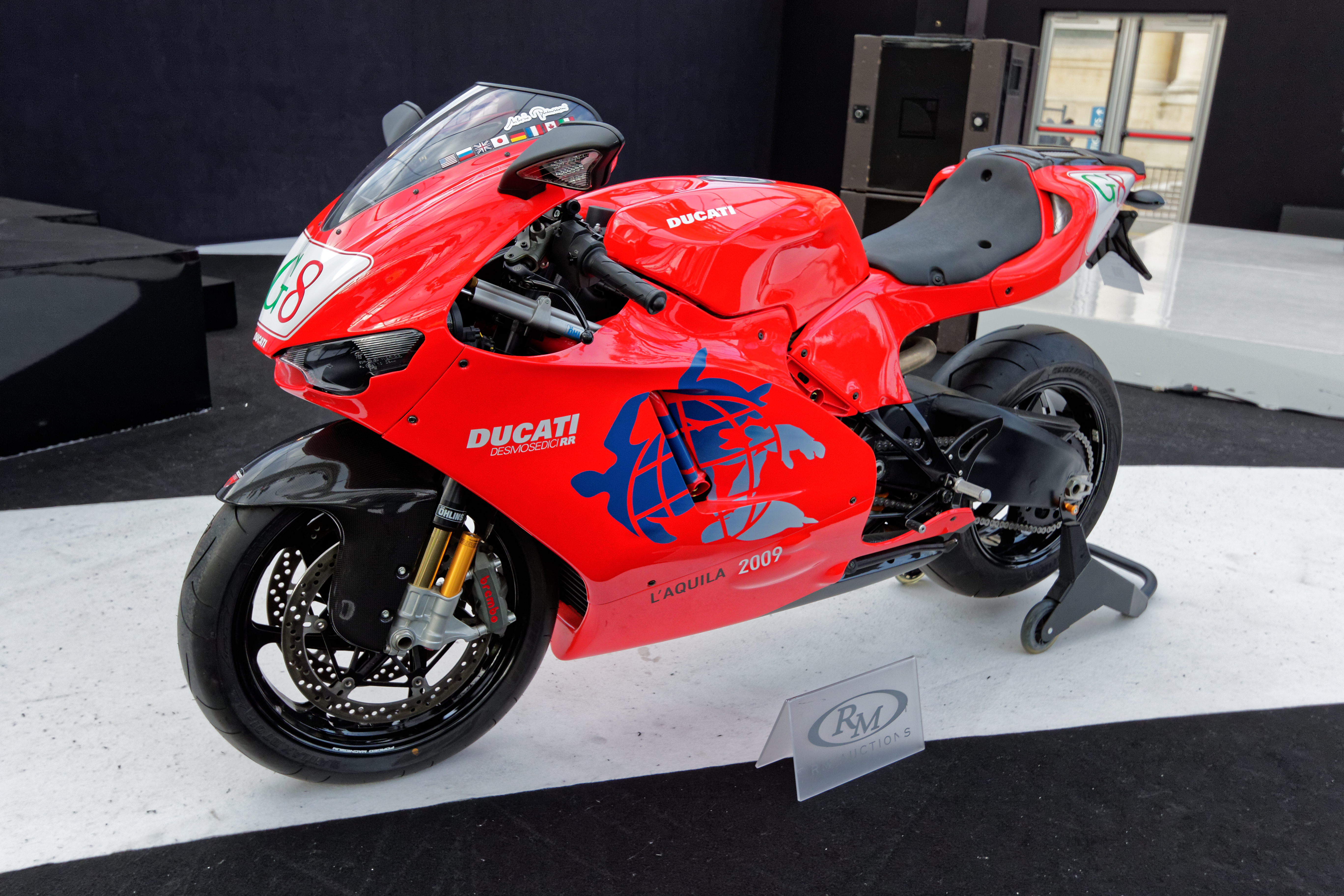
Ducati Desmosedici RR G8 de 2009

També el 2006 es va presentar la versió matriculable de la Desmosedici, la Ducati de MotoGP; anomenada Desmosedici RR, fou la primera motocicleta de carretera del mercat derivada estrictament d'un prototip de competició.
El 2007 es llançà l'hereva de la 999: la Ducati 1098, disponible en versions 1098, 1098s i 1098s Tricolore i equipada amb un motor de carretera de dos cilindres que lliura 160 CV; la segona novetat d'aquell any fou l'Hypermotard, amb la qual Ducati entrà al sector de les supermotos. A finals d'any es va posar en producció la versió R de la 1098: la 1098R, amb una cilindrada de 1198,4 cc i una potència de 180 CV a 9.750 rpm per un pes total de 165 kg.
El 2008, després de 15 anys d'èxit, la Monster se substituí per un nou model anomenat Monster 696, completament redissenyat amb una nova empremta estilística i solucions tècniques d'avantguarda com les pinces de fre radials Brembo, tubs de frens tipus avió, quadre de comandament totalment digital i embragatge de sabatilles ATPC.
El maig de 2008, la revista italiana "Motociclismo" va coronar Ducati com al fabricant de motocicletes esportives per excel·lència, destacant-ne dins la secció esportiva els models 1098, Desmosedici RR i 848 als tres primers llocs, l'Hypermotard primera en supermoto i la Monster 696 segona en Naked.

### Dècada del 2010

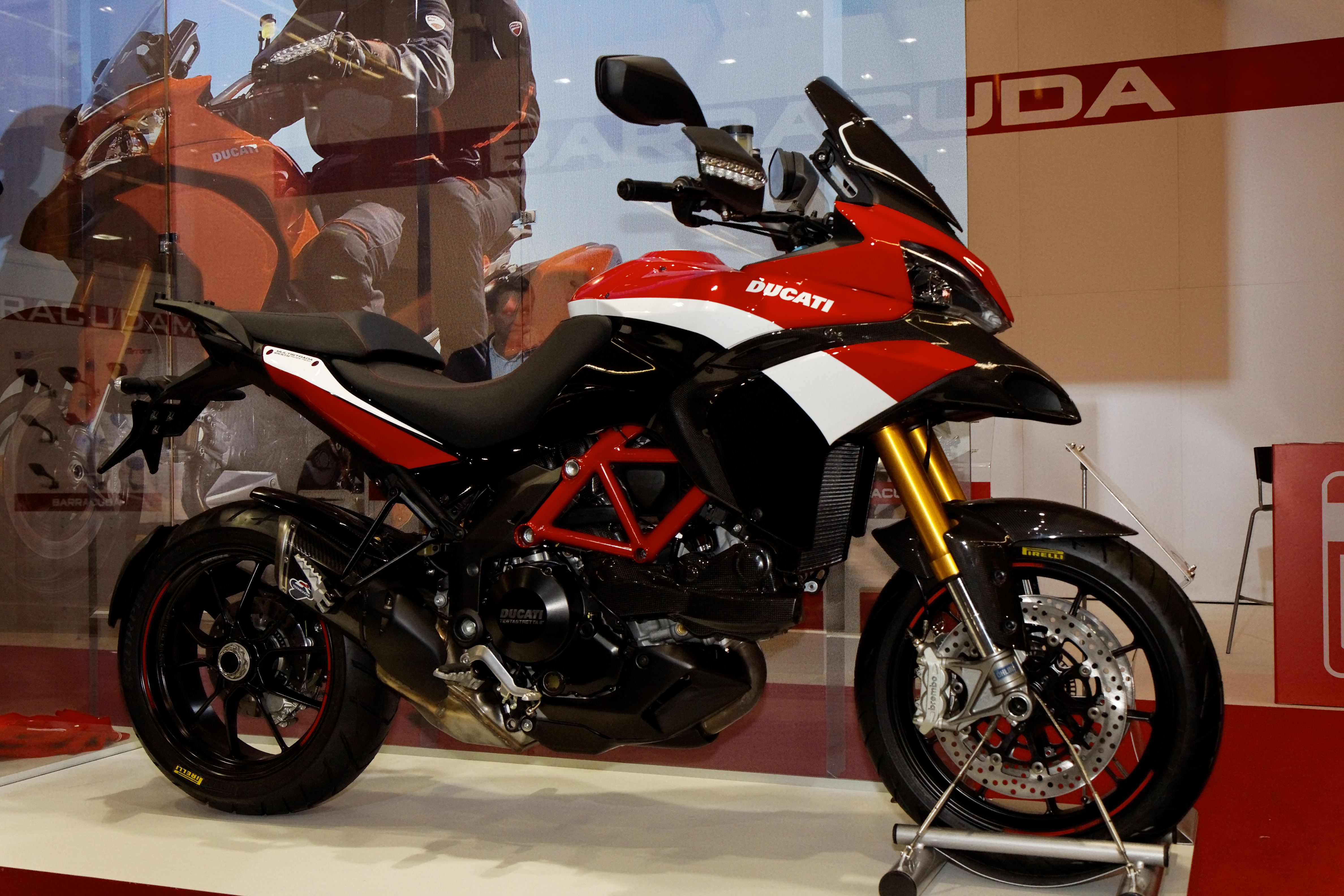
Ducati Multistrada 1200 de 2011

El 2010 es va presentar la segona sèrie de la Multistrada, amb un disseny completament revisat i en la nova cilindrada de 1200 cc, en les dues versions "base" i "S". La Multistrada duia solucions del passat com ara una bugia per cilindre en comptes del sistema de doble espurna. La instrumentació era la de la Ducati Streetfighter.
El gener de 2012, després de la seva presentació a l'EICMA de Milà, entrà en producció el nou model capdavanter de carretera, la Ducati 1199 Panigale. El novembre de 2014 es va presentar a l'EICMA la nova Panigale 1299, en substitució de l'antiga 1199 (que, tanmateix, es va renovar en la versió Panigale R per tal d'utilitzar-la al mundial de superbike).
Amb motiu de l'Intermot 2016, després d'ampliar la gamma Scrambler, Ducati presentà la SuperSport, una esportiva "quotidiana" de 937 cc capaç de lliurar 113 CV. Gaudint de bona autonomia, gràcies al dipòsit de 16 litres, el model "petit" de la marca estava equipat amb l'última versió del xassís Ducati, capaç d'augmentar-ne la manejabilitat i reduir-ne considerablement el pes (210 kg). Al novembre de 2020 se n'anuncià la nova versió compatible amb l'estàndard anti-contaminació Euro 5 i equipada amb controls electrònics basats en la informació de la plataforma inercial Bosch de 6 eixos, capaç de detectar instantàniament l'angle de rotació, desviament i balanceig frontal de la moto.

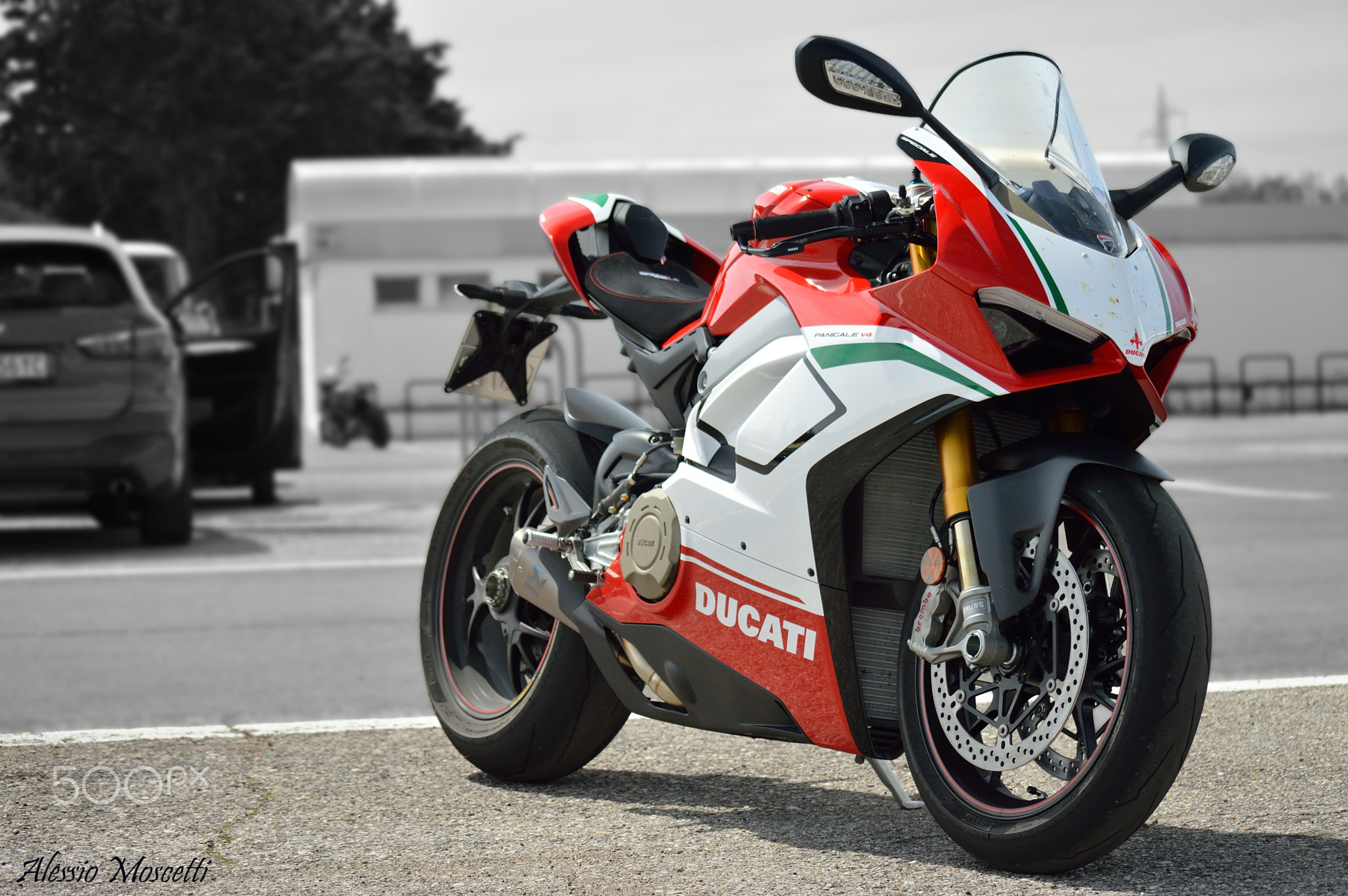
Ducati Panigale V4 de 2018

El 2017, Ducati va revolucionar la seva gamma alta llançant la Panigale V4, la qual trencava completament amb el passat i es basava en el nou motor de quatre cilindres de 90° en V anomenat Desmosedici Stradale de 1.100 cc derivat de la Ducati de MotoGP i capaç de lliurar fins a 214 CV. Combinat amb el xassís del marc frontal, un disseny més nítid i la nova electrònica basada en la plataforma inercial de 6 eixos Bosch, la moto és un referent dins el sector de les súper-esportives. Més endavant, sobre la base del projecte, també es llançaren la naked Streetfighter V4 (2019) i l'enduro Multistrada V4 (2021).

### Gamma de models 2021
- Scrambler: Sixty2, Desert Sled, Cafe racer, Full Throttle, 1100 Pro, 1100 Sport Pro
- Diavel: Diavel 1260, Diavel 1260S, XDiavel Dark, XDiavel S, XDiavel Black Star
- Hypermotard: Hypermotard 950, Hypermotard 950 RVE, Hypermotard 950 SP
- Monster: Monster, Monster+, 1200, 1200 S
- Multistrada: 950, 950 S, V4, V4S, V4S Sport, 1260 Enduro
- Panigale: V2, V4, V4 S, V4 R, V4 SP, Superleggera V4
- SuperSport: 950, 950 S
- Streetfighter: V4, V4S

Gamma Ducati 2021
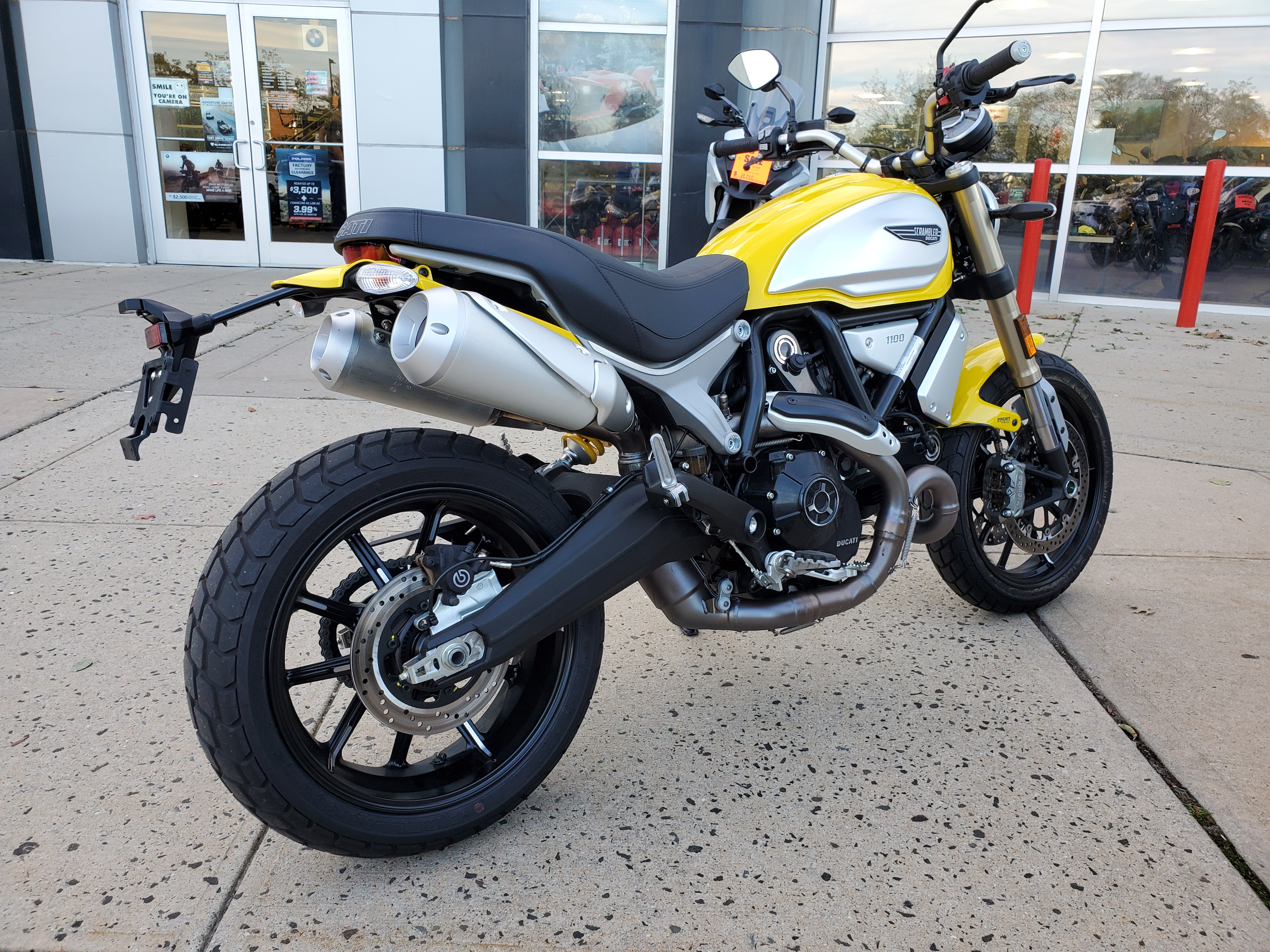
Scrambler 1100 de 2019
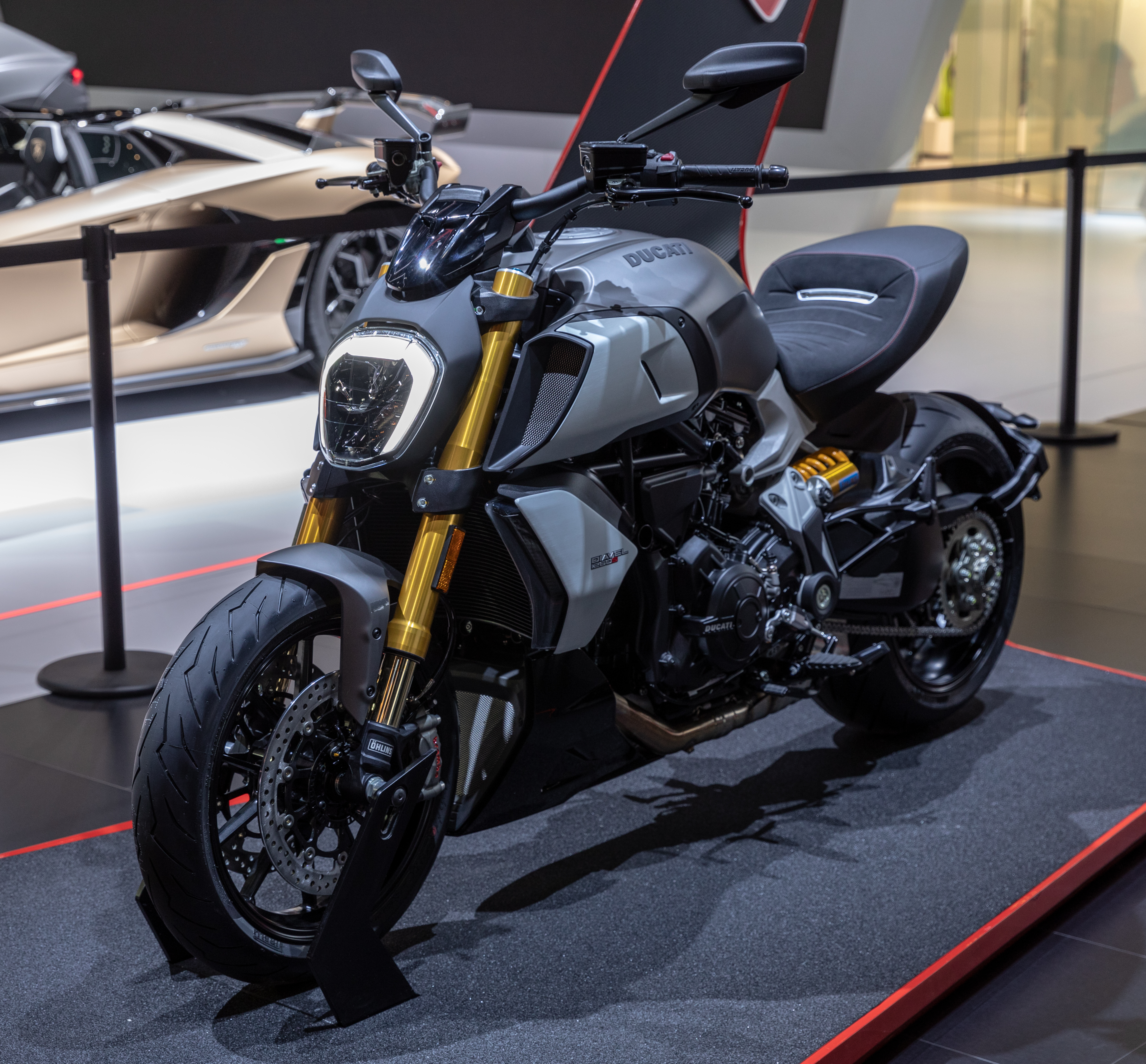
Diavel 1260S de 2019
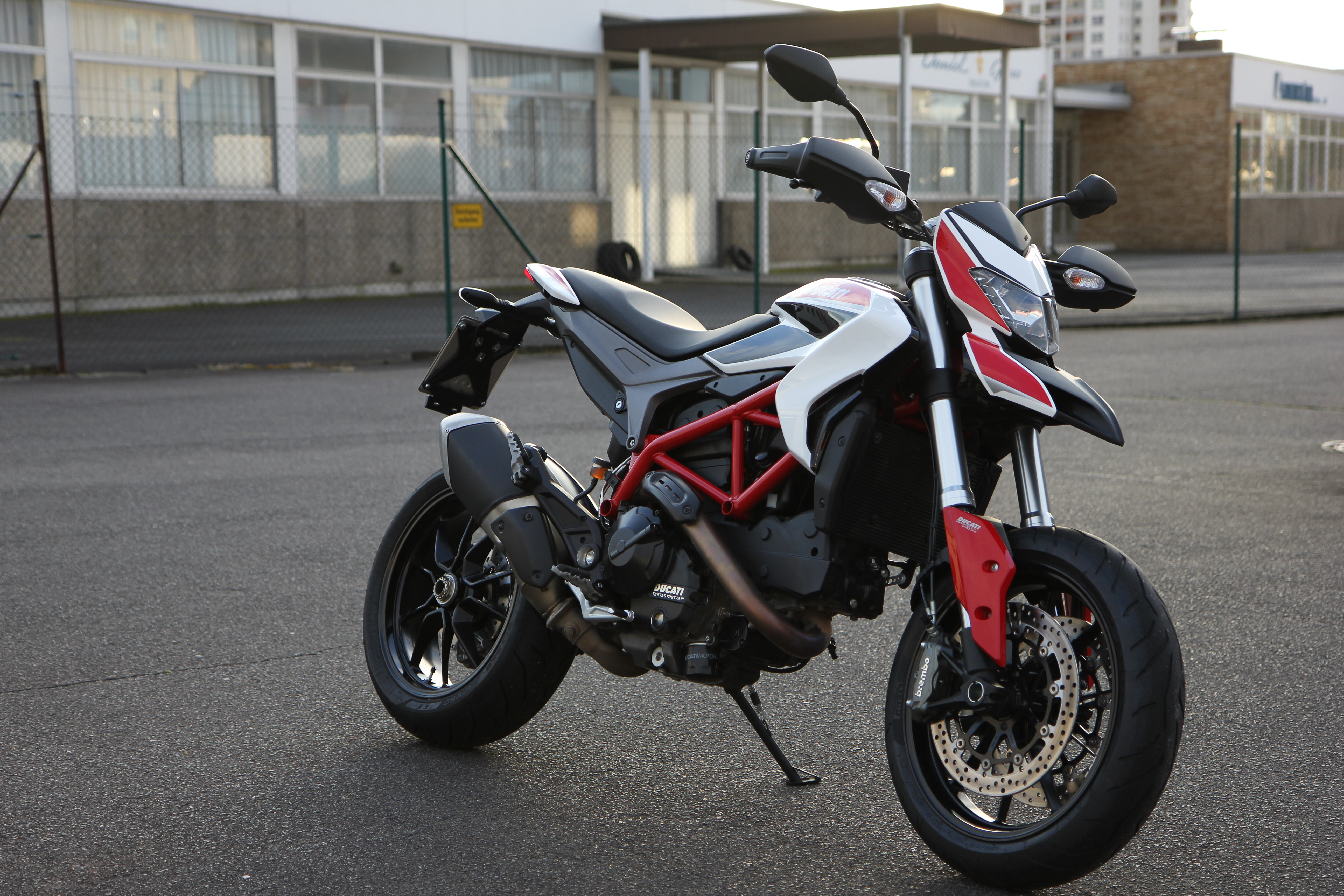
Hypermotard 821 de 2014
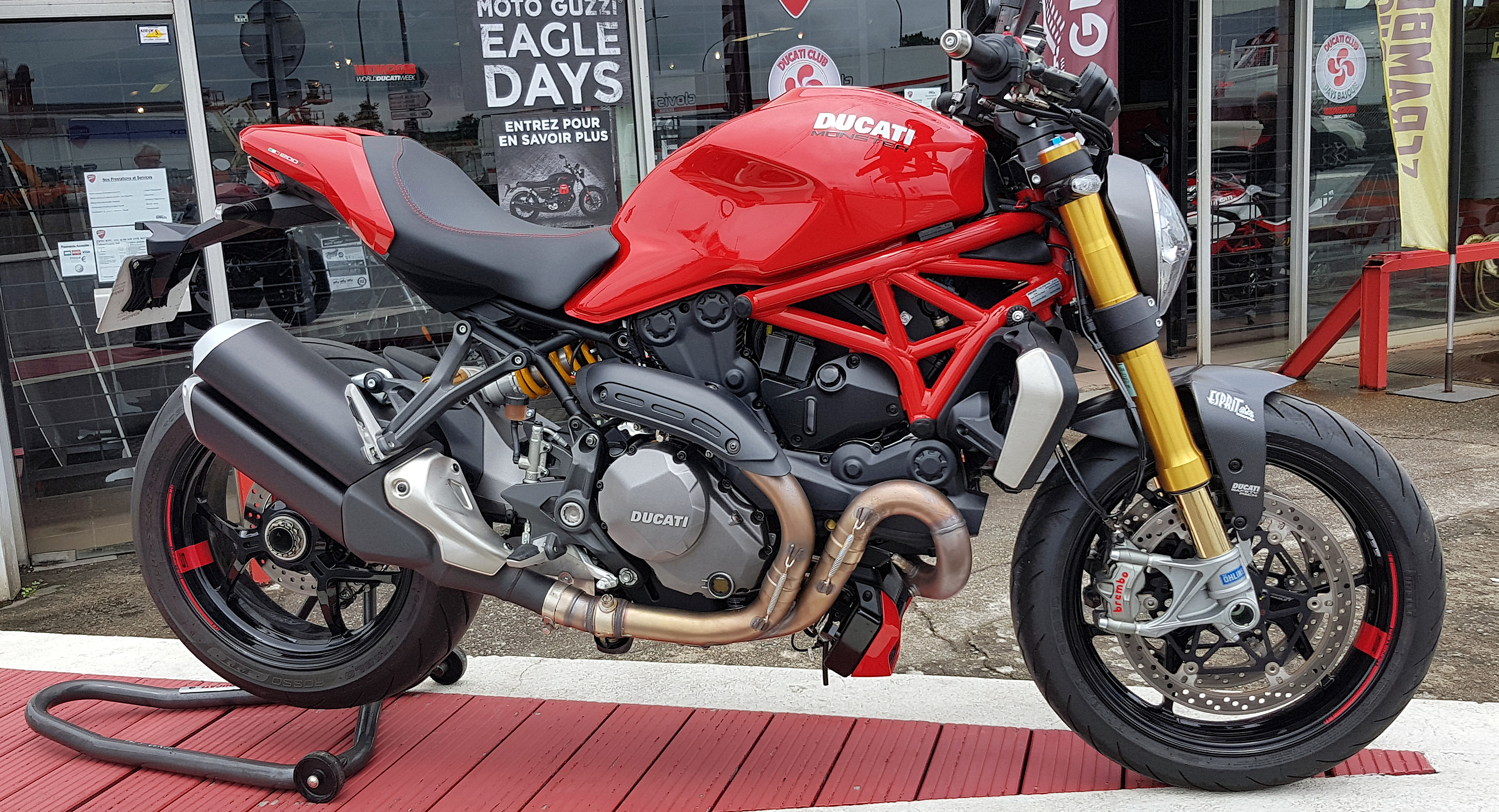
Monster 1200S de 2018

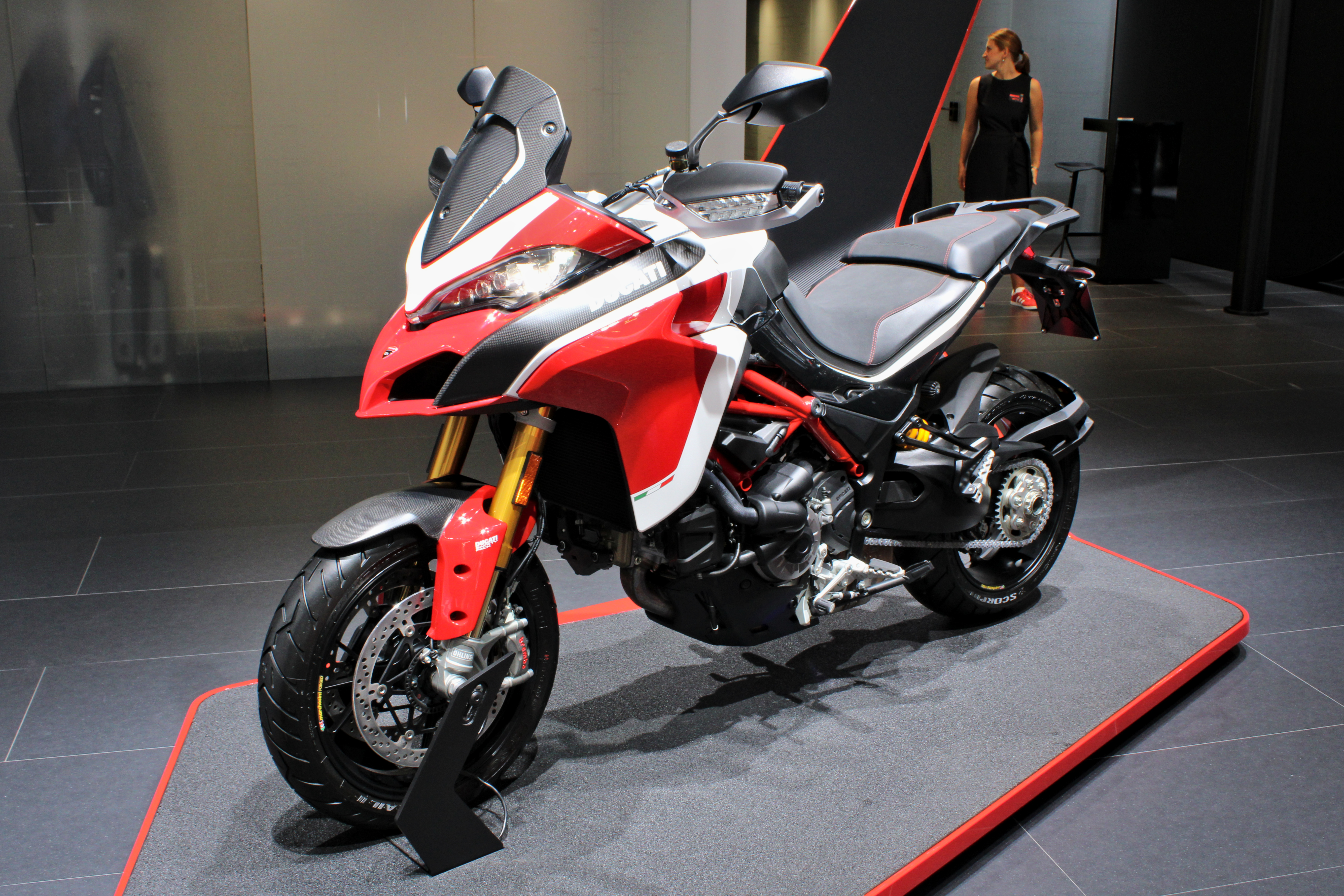
Multistrada 1260 de 2018
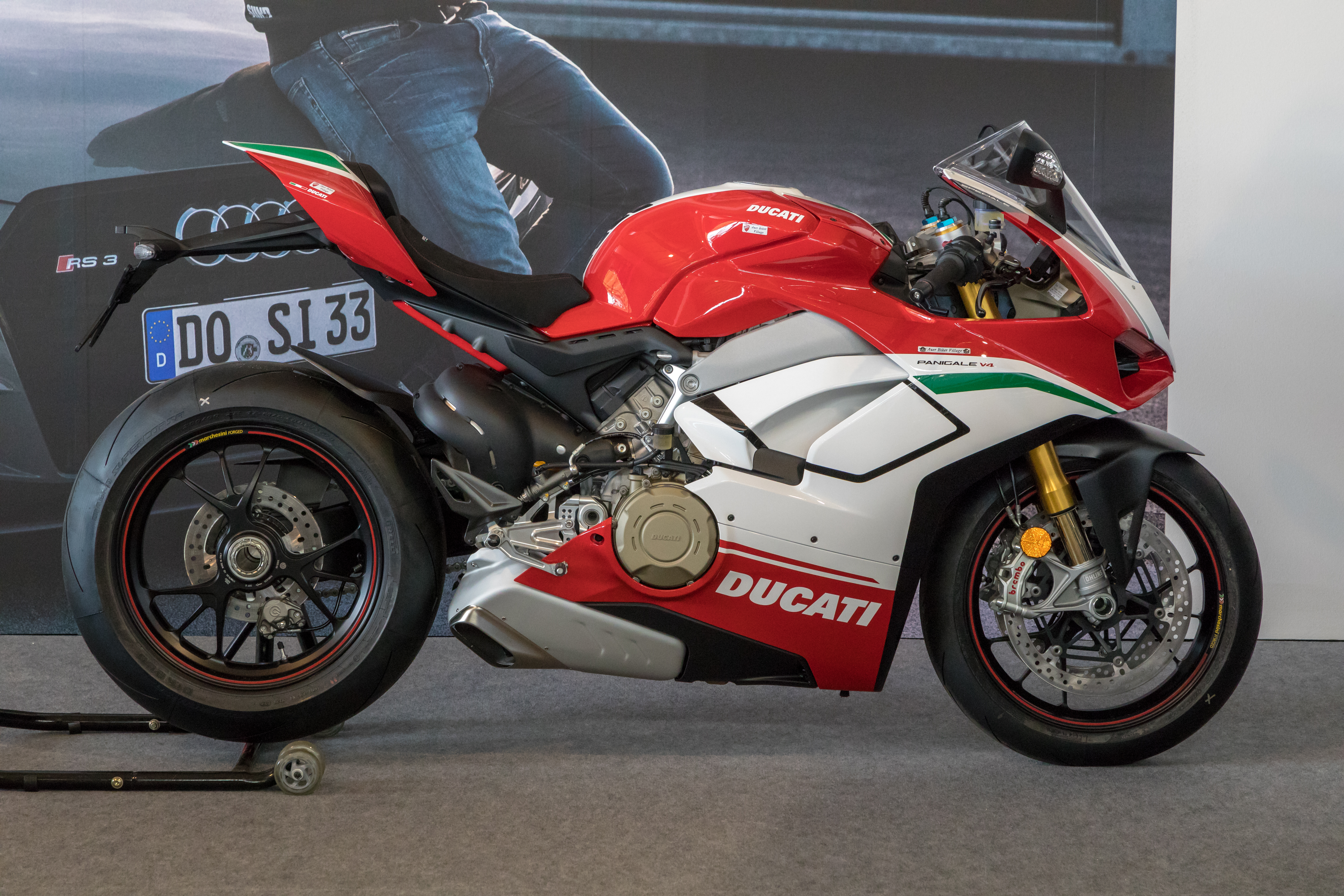
Panigale V4 de 2018
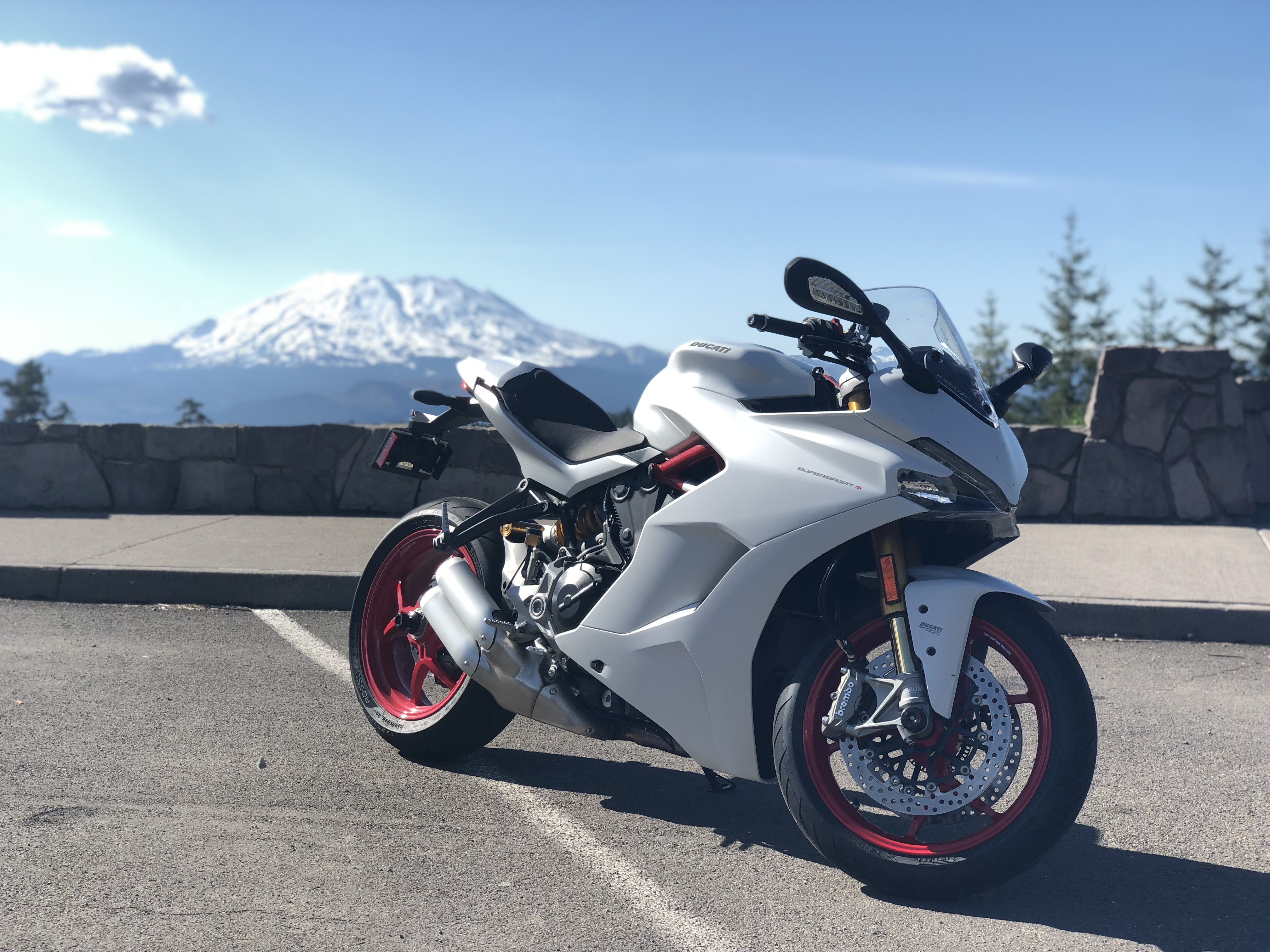
Supersport S de 2018
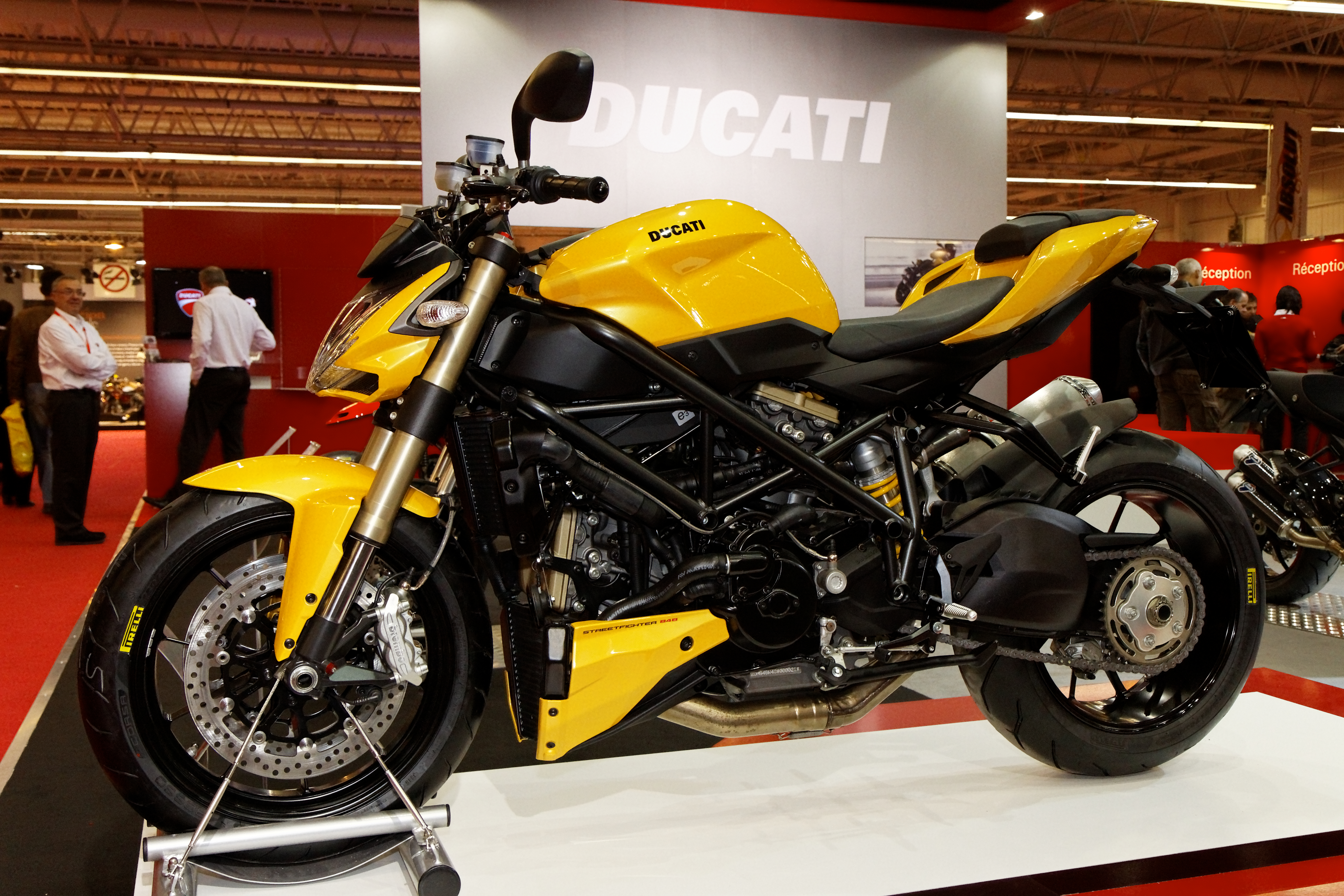
Streetfighter 848 de 2011

## Competició

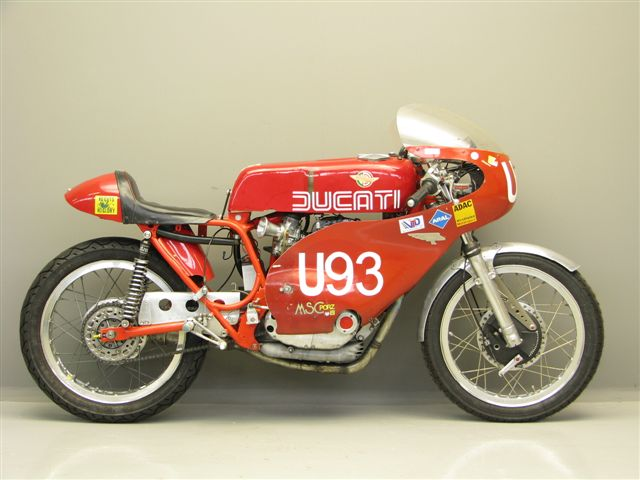
Una Ducati 350cc de competició de 1968

A data de 2009, Ducati encara perseguia el model de negoci "guanyar diumenge, vendre dilluns" ("win on Sunday, sell on Monday") i es gastava el 10% dels ingressos de la companyia, 40 milions d'euros, en el seu negoci de curses.
La relació de la marca amb el motociclisme va començar amb els rècords de velocitat que van aconseguir alguns corredors de fàbrica amb les bicicletes motoritzades Cucciolo el 1951. Les primeres Ducati que varen competir no ho feren en circuit, sinó al Giro d'Itàlia per a motocicletes on una d'elles, amb motor de 90 cc d'arbre de lleves al cap i conduïda per Giovanni Degli Antoni, va guanyar la seva categoria el 1954. Aquell any mateix, l'empresa contractà Fabio Taglioni per a fundar un programa de competició basat en la Ducati 100 Gran Sport.
A partir de 1958, Taglioni començà a implementar el que hauria d'esdevenir el segell distintiu de Ducati: la distribució desmodròmica, amb un monocilíndric DOHC de 200 cc i després un motor equipat amb tres arbres de lleves: dos per a l'obertura de les vàlvules i un per a la repetició. Aquest tipus de motor va fer que Ducati fos gairebé invencible als circuits durant el 1958: aquella temporada, Alberto Gandossi i Luigi Taveri acabaren en segon i tercer lloc final al mundial de 125cc. Aquesta mateixa tècnica es va fer servir el 1960 al disseny d'una bicilíndrica de 250 cc destinada a un aleshores prometedor pilot anomenat Mike Hailwood. L'anglès acabà en cinquena posició al mundial de 250cc amb aquella Ducati després d'aconseguir-hi dos quarts llocs.

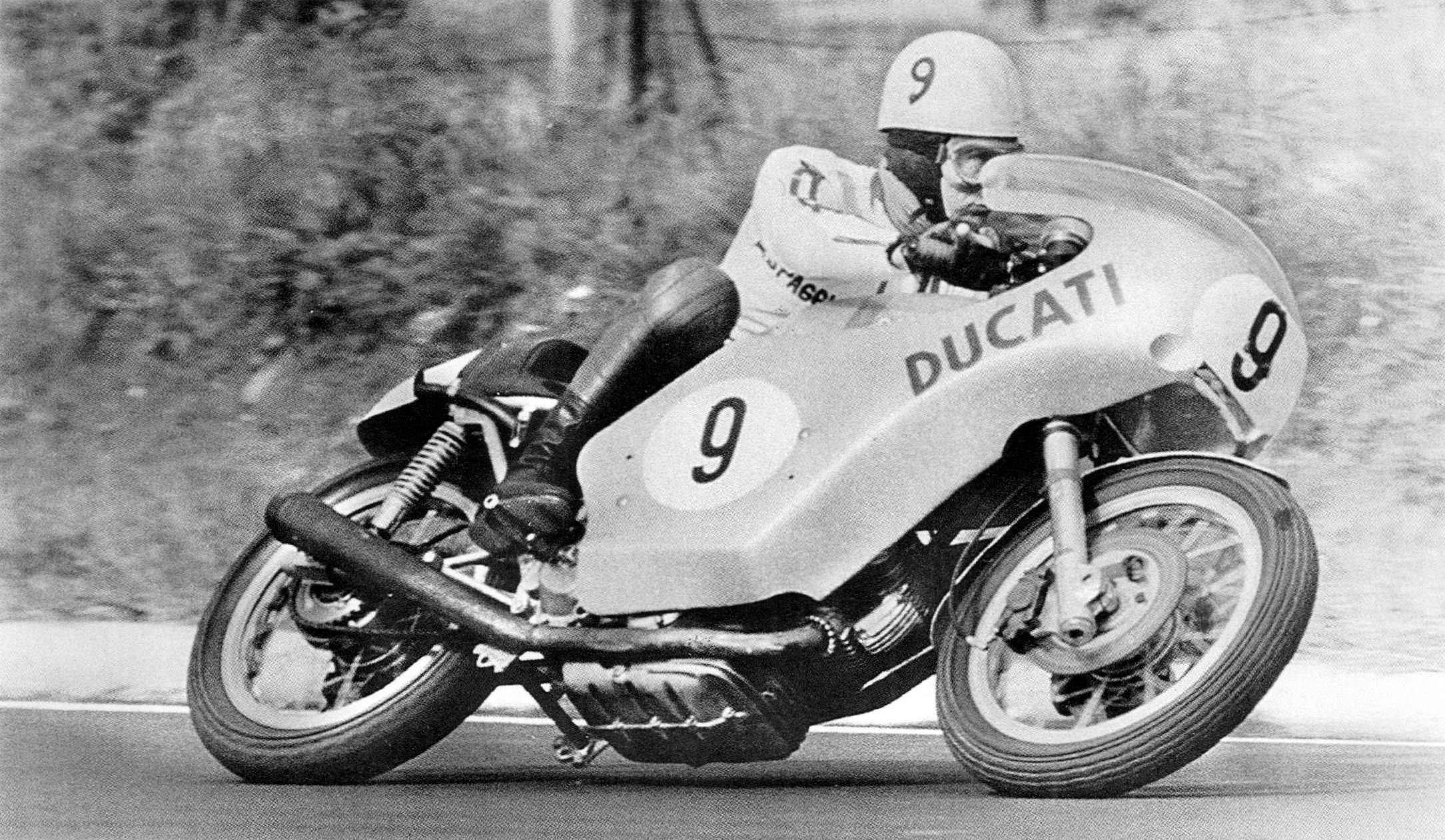
Bruno Spaggiari amb la Ducati 750, camí del segon lloc a les 200 Milles d'Imola de 1972

El 1971, l'aparició del seu característic motor bicilíndric en V de 90° va donar a Ducati l'oportunitat d'entrar en competició a un nivell que mai no havia conegut, inicialment amb una 500cc de Gran Premi que només es va fer córrer en poques ocasions, principalment a mans de Phil Read. A partir de 1972, Ducati va preferir dedicar-se la Fórmula 750. Amb sengles Ducati 750 "Imola Desmo", Paul Smart guanyà les 200 milles d'Imola d'aquell any i Bruno Spaggiari hi acabà segon.
A Catalunya, Ducati és especialment recordada per les seves nombroses victòries en una de les curses de resistència més emblemàtiques de l'època: les 24 Hores de Montjuïc. Entre el 1957 i el 1986, Ducati guanyà la prova 12 vegades, 6 d'elles amb un dels majors especialistes de Montjuïc, Min Grau.
El 1978, després d'haver abandonat les motocicletes pels cotxes, Mike Hailwood, a instàncies de l'importador britànic, va tornar a les dues rodes tot participant amb una Ducati bicilíndrica de 900 cc al TT de l'illa de Man. Hailwood guanyà la cursa i atorgà així el primer títol mundial a la marca, el de Fórmula TT. Ducati continuà registrant molts èxits a les Fórmules 600/TT2 i 750/TT1 amb motors derivats del seu model Pantah.

### Ducati i les Superbike

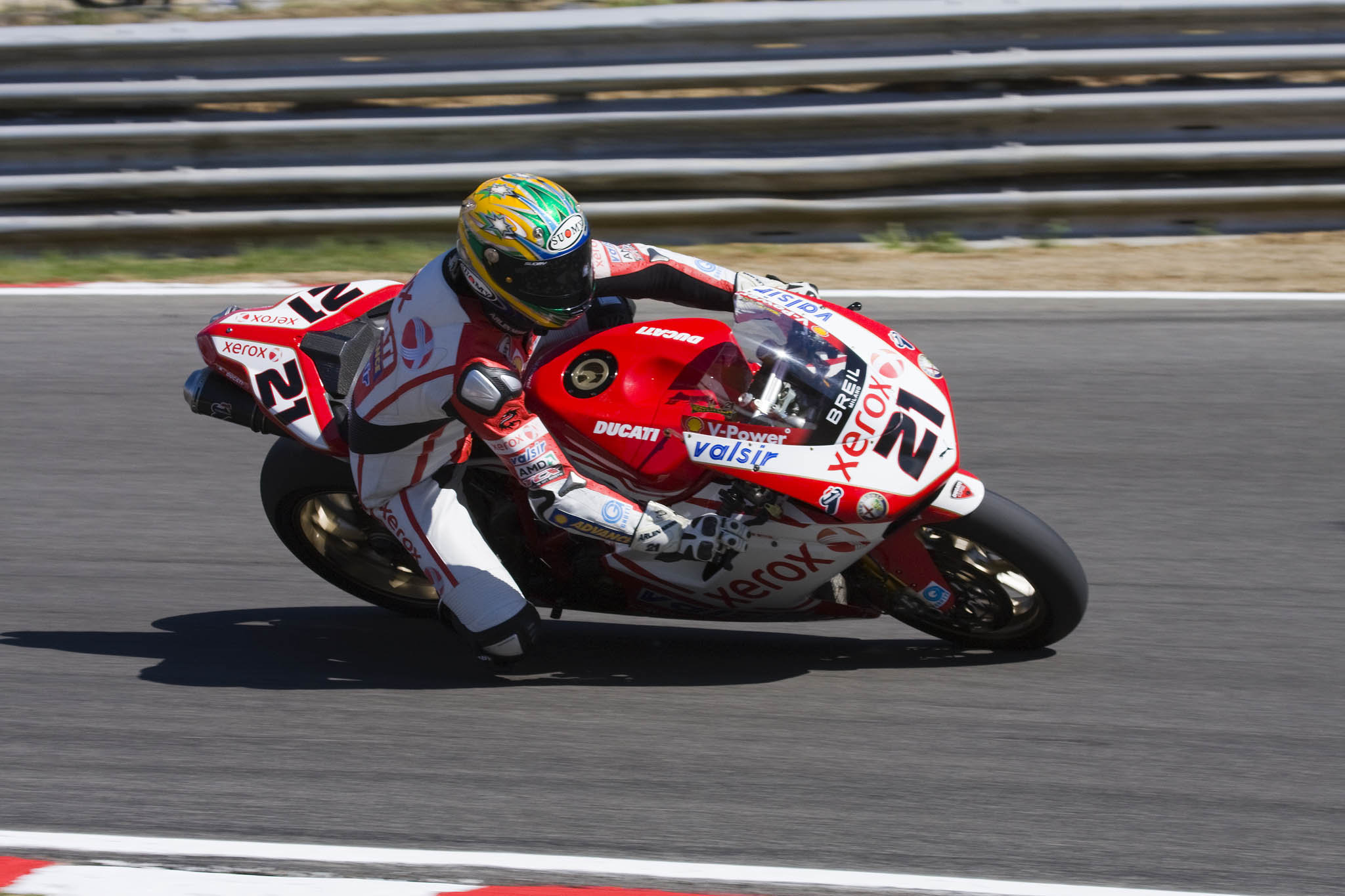
Troy Bayliss amb la Ducati 1098 al mundial SBK del 2008

Ducati va tenir un paper important en la història de les primeres curses de Superbike als Estats Units, i viceversa: el 1977, els editors de la revista Cycle Cook Neilson i Phil Schilling van portar al primer lloc una Ducati 750SS a Daytona durant la segona temporada de curses de l'AMA Superbike. Segons Richard Backus, de Motorcycle Classics, «Neilson es va retirar de les curses a finals d'any, però la moto que ell i Schilling van construir -coneguda com a Old Blue per la seva decoració blava- es va convertir en una llegenda […] Com de gran fou la llegenda? Prou gran com per a fer treballar a Ducati en equip amb el constructor italià de models especialitzats NCR per a crear-ne una actualització d'edició limitada, la New Blue, basada en el model Sport 1000S del 2007, i prou gran com per a inspirar els gestors del Barber Vintage Motorsports Museum, sens dubte un dels més importants museus de motocicletes del món, per a encarregar-li'n l'elaboració d'una rèplica "cargol a cargol" per a la seva col·lecció a l'especialista en Ducati Rich Lambrechts. El nom de la moto un cop acabada? Deja Blue.»
Durant l'època inicial del mundial de Superbike, alguns dels pilots de Ducati més destacats en aquest campionat foren Pierfrancesco Chili, Troy Corser, Raymond Roche, Regis Laconi i Carl Fogarty, qui va guanyar quatre títols mundials amb les Ducati 916 i 996. El 1988, primera edició del mundial, Ducati hi debutà amb Marco Lucchinelli al manillar de la Ducati 851. Fou amb l'aparició dels motors Desmoquattro que començà l'etapa triomfal de la marca italiana al campionat. Amb els títols guanyats per Raymond Roche el 1990, Doug Polen el 1991 i 1992, Carl Fogarty el 1994, 1995, 1998 i 1999, Troy Corser el 1996, Troy Bayliss el 2001, 2006 i 2008, Neil Hodgson el 2003, James Toseland el 2004 i Carles Checa el 2011, la marca italiana és la que més n'ha acumulat en la història d'aquest campionat: catorze.

### Ducati a MotoGP

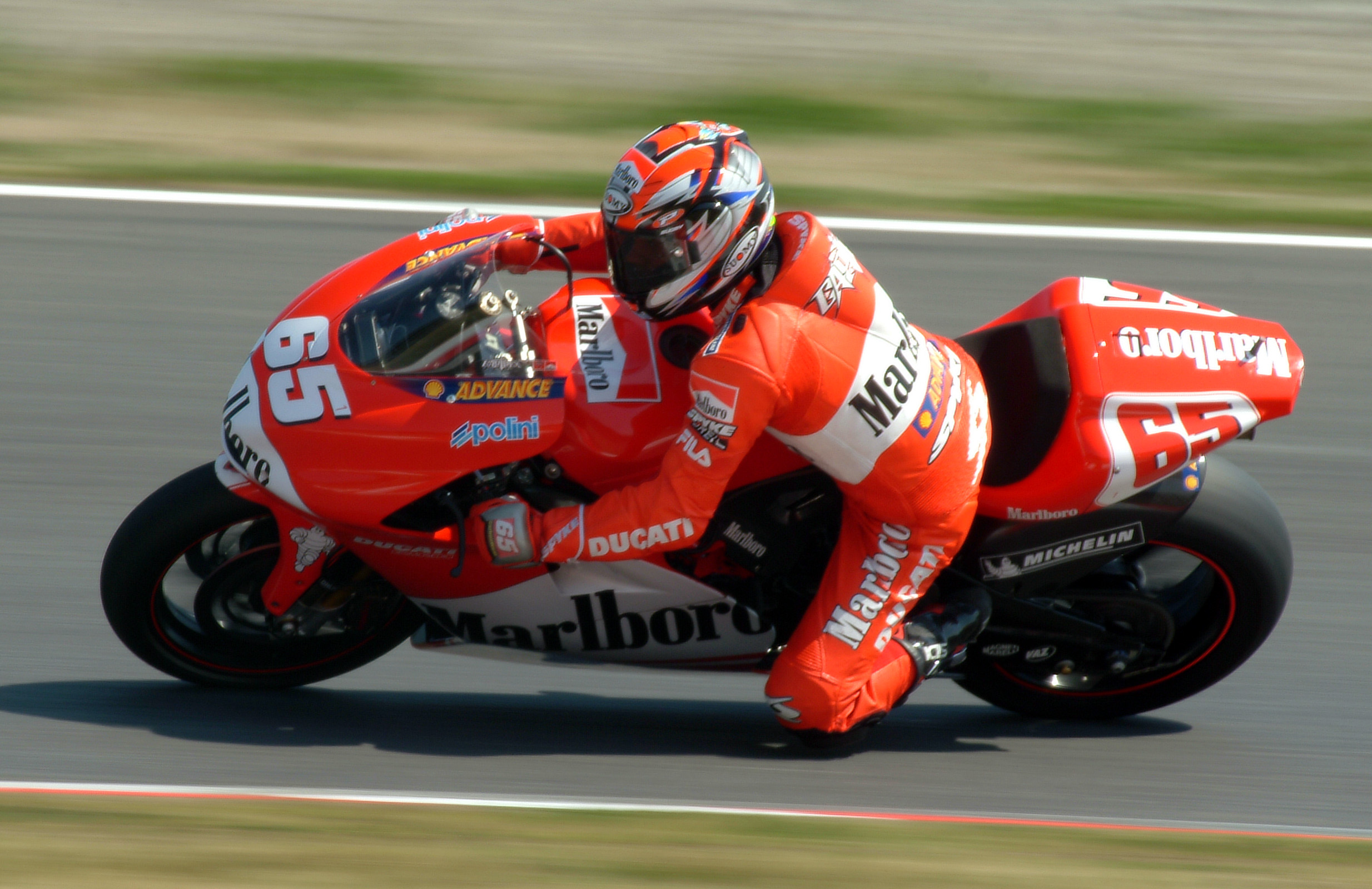
Loris Capirossi amb la Desmosedici GP3 al del 2003

Ducati va tornar als Grans Premis el 2003, després d'una absència de 30 anys. El 23 de setembre de 2007, Casey Stoner va obtenir el primer Campionat del Món de MotoGP de Ducati (i, pel que fa al de pilots, únic a data de 2021). Quan Ducati es va tornar a incorporar al mundial, la categoria MotoGP havia canviat les seves regles per tal de permetre-hi la participació als motors de quatre temps de 990 cc. En aquells moments, la Ducati era la moto més ràpida. El 2007, MotoGP va reduir la mida del motor a 800 cc i la Ducati va continuar essent la més ràpida, tal com va mostrar Casey Stoner en circuits amb rectes llargues.
La participació de la marca al mundial ha estat organitzada des d'un primer moment per la seva filial especialitzada, Ducati Corse. El 2001, Ducati li encarregà a aquest ens un estudi per a la realització d'un prototip amb motor de 4 temps per a participar en el mundial de velocitat. El prototip s'enllestí el febrer del 2002 i es provà a l'agost al circuit de Mugello. El 16 de setembre, Ducati anuncià oficialment la decisió de participar al mundial de MotoGP la temporada següent amb Loris Capirossi i Troy Bayliss de pilots.
Les Ducati de MotoGP s'anomenen Desmosedici a causa del seu motor ("Desmo"" de "distribució desmodròmica" i "sedici", "setze" en italià, pel nombre total de vàlvules), ja que es compon de dos clàssics Ducati L-twin, un al costat de l'altre, cosa que fa un doble L-twin amb dos cilindres funcionant de forma sincronitzada al mateix temps del cicle (fenomen anomenat "Twin Pulse"). Amb 4 vàlvules per cilindre i 4 cilindres, el total de vàlvules és 16. La numeració de les versions de les Desmosedici s'estableix anualment en funció de la temporada del mundial: així, la primera fou la GP3 (temporada del 2003), la segona la GP4 (2004) i així correlativament fins a la GP21 del 2021.

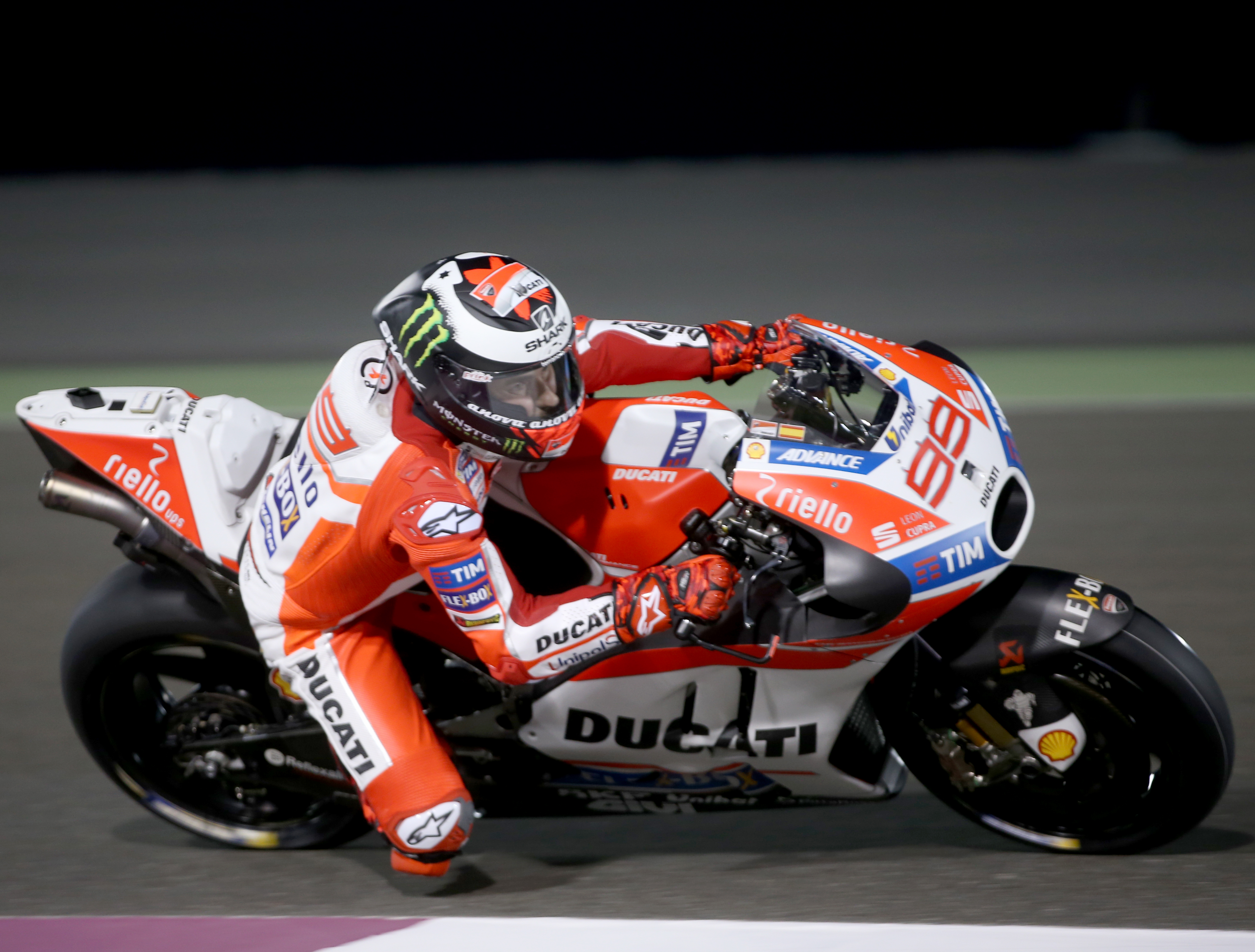
Jorge Lorenzo amb la Desmosedici GP17 a Losail el 2017

La primera victòria en Gran Premi de Ducati l'aconseguí Loris Capirossi ja durant la primera temporada de l'equip al campionat, el 2003, al Gran Premi de Catalunya. La temporada de 2005, Carles Checa s'uní a Loris Capirossi dins l'equip Ducati. La temporada següent, 2006, Sete Gibernau substituí Carles Checa. El 2007, Casey Stoner va protagonitzar una reeixida temporada amb la Desmosedici GP7 i va guanyar el mundial de forma incontestable.
La temporada de 2009, l'equip Ducati Marlboro va competir amb sengles Desmosedici GP9 pilotades per l'excampió del món Casey Stoner i Nicky Hayden. Ducati també va subministrar motocicletes per a clients (customer) a Pramac Racing, amb Mika Kallio i Niccolò Canepa de pilots.
El nou vegades campió del món Valentino Rossi va pilotar per a Ducati Corse les temporades 2011 i 2012. Rossi va tornar a l'equip Yamaha per a la temporada 2013 i aquell any, l'equip Ducati va competir amb Nicky Hayden i l'italià Andrea Dovizioso. El 2014, Cal Crutchlow s'uní a Dovizioso, però va abandonar l'equip a final de temporada.
El 2015, sota el control del nou director de Ducati Corse Gigi Dall'Igna, l'equip Ducati va competir amb dos pilots italians: Andrea Dovizioso i Andrea Iannone. Tots dos van repetir el 2016, amb Michele Pirro com a pilot provador oficial. A banda, Casey Stoner també va provar la maquinària Ducati durant la temporada. Les temporades de 2017 i 2018, Andrea Dovizioso va competir amb Jorge Lorenzo de company, qui va entrar a l'equip Ducati provinent del de Yamaha amb un contracte de dues temporades. El 2019, Danilo Petrucci es va unir a Dovizioso dins l'equip de fàbrica.

### Palmarès

#### Fórmula TT
El primer títol mundial que guanyà Ducati fou el de Fórmula TT de 1978, aconseguit gràcies a la victòria de Mike Hailwood al TT de l'illa de Man. Entre 1981 i 1984, Tony Rutter guanyà quatre mundials de TT Fórmula 2 amb motocicletes Ducati.

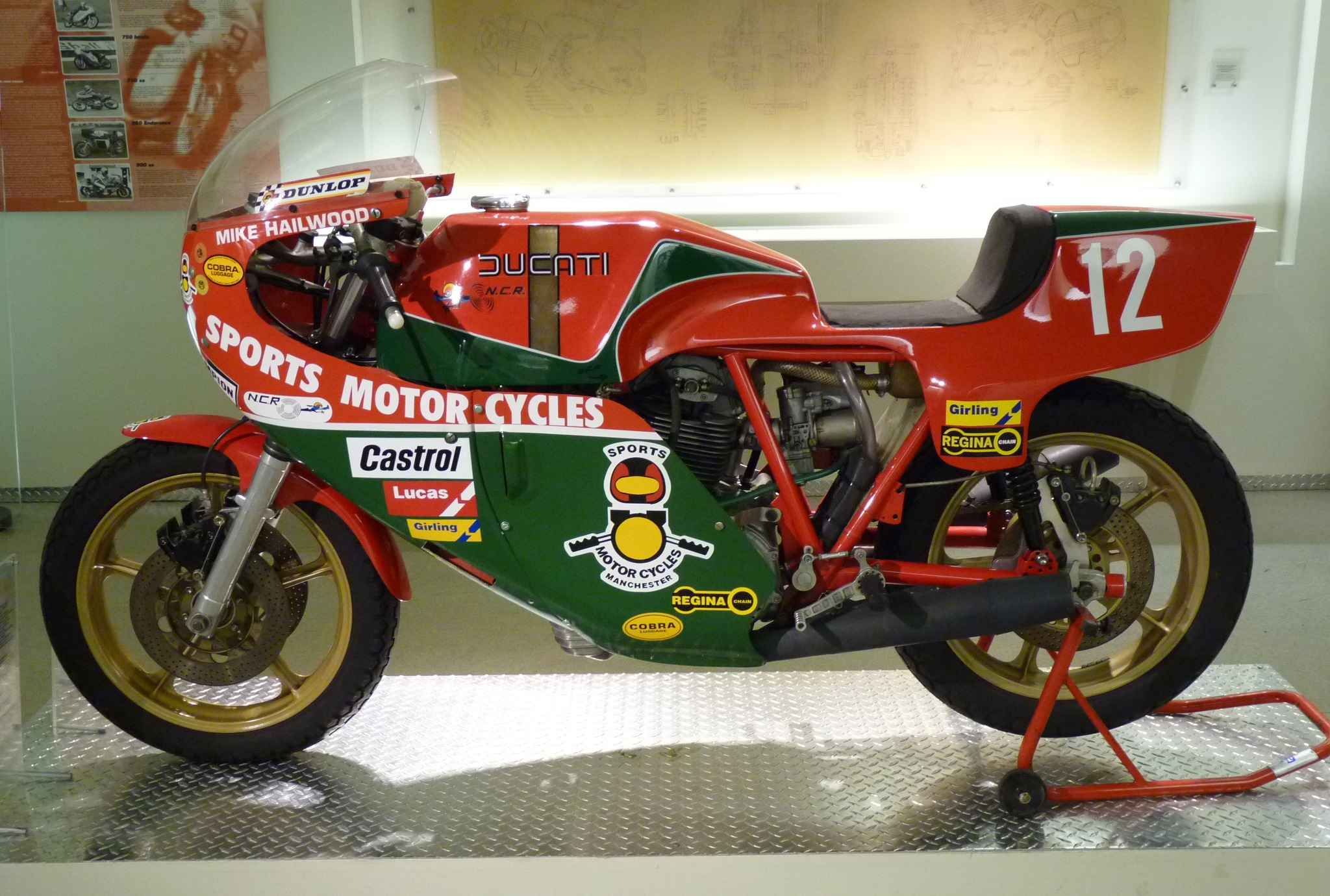
Rèplica de la Ducati 900SS amb què Mike Hailwood guanyà el TT de l'illa de Man el 1978

| Any  | Categoria | Campió        | Motocicleta           |
| ---- | --------- | ------------- | --------------------- |
| 1978 | F1        | Mike Hailwood | Ducati NCR 900 SS TT1 |
|      |           |               |                       |
| 1981 | F2        | Tony Rutter   | Ducati 600 TT2        |
| 1982 | F2        | Tony Rutter   | Ducati 600 TT2        |
| 1983 | F2        | Tony Rutter   | Ducati 600 TT2        |
| 1984 | F2        | Tony Rutter   | Ducati 600 TT2        |

#### Mundial de Superbike (SBK)
La companyia ha guanyat 14 campionats del món de pilots i 17 de constructors a data de 2016, competint des dels inicis del campionat el 1988. A finals del 2015, Ducati acumulava 318 victòries, més que qualsevol altre fabricant que participi al campionat.

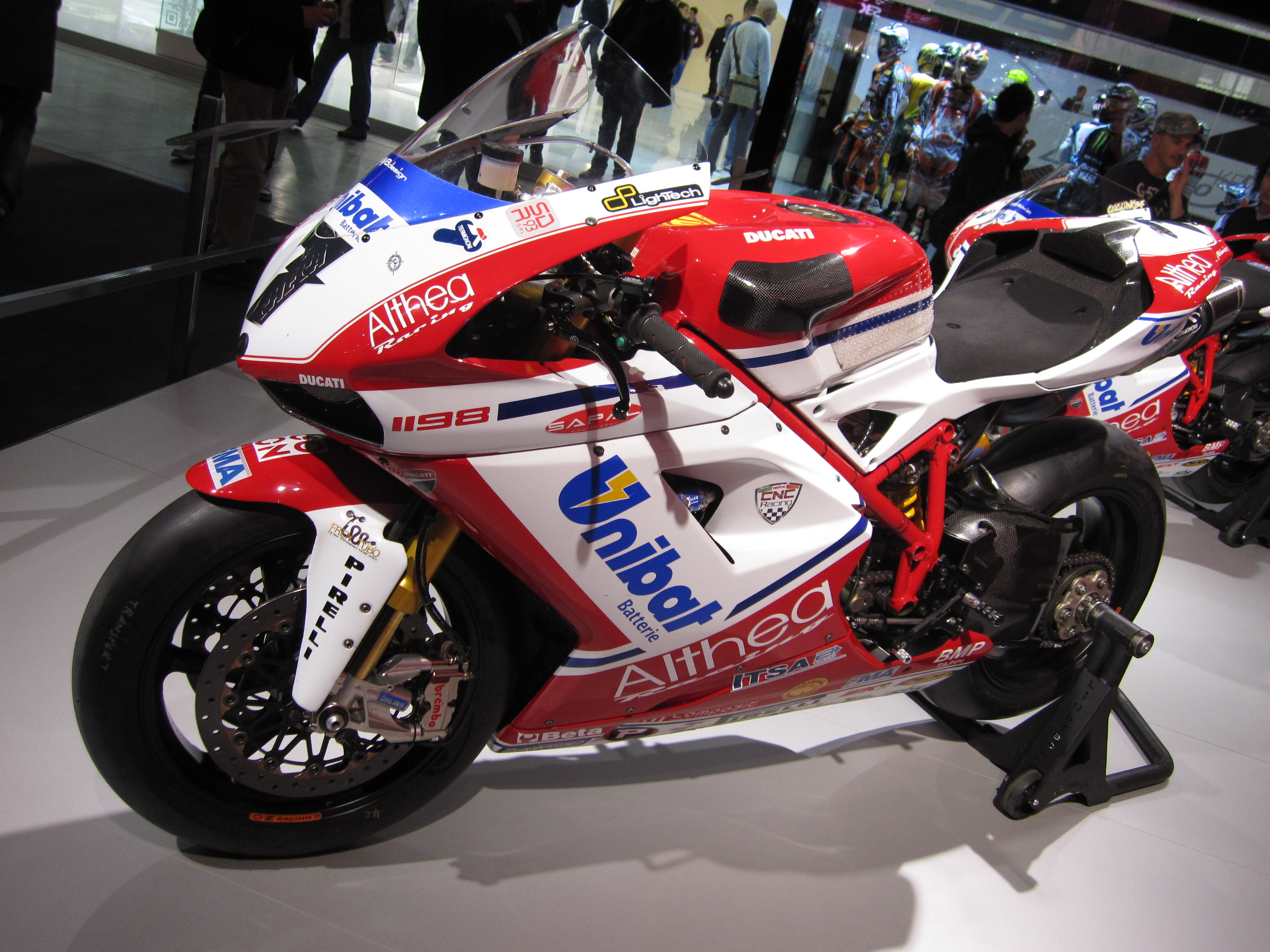
La Ducati 1198 amb què Carles Checa guanyà el mundial de 2011

| Any  | Campió         | Motocicleta     |
| ---- | -------------- | --------------- |
| 1990 | Raymond Roche  | Ducati 851      |
| 1991 | Doug Polen     | Ducati 888      |
| 1992 | Doug Polen     | Ducati 888      |
|      |                |                 |
| 1994 | Carl Fogarty   | Ducati 916      |
| 1995 | Carl Fogarty   | Ducati 916      |
| 1996 | Troy Corser    | Ducati 916      |
|      |                |                 |
| 1998 | Carl Fogarty   | Ducati 916      |
| 1999 | Carl Fogarty   | Ducati 996      |
|      |                |                 |
| 2001 | Troy Bayliss   | Ducati 996R F01 |
|      |                |                 |
| 2003 | Neil Hodgson   | Ducati 999 F03  |
| 2004 | James Toseland | Ducati 999 F04  |
|      |                |                 |
| 2006 | Troy Bayliss   | Ducati 999 F06  |
|      |                |                 |
| 2008 | Troy Bayliss   | Ducati 1098 F08 |
|      |                |                 |
| 2011 | Carles Checa   | Ducati 1098 R   |

#### Mundial de Supersport
Ducati ha guanyat el Campionat del Món de Supersport 2 vegades.
| Any  | Campió        | Motocicleta        |
| ---- | ------------- | ------------------ |
| 1997 | Paolo Casoli  | Ducati 748         |
|      |               |                    |
| 2023 | Nicolò Bulega | Ducati Panigale V2 |

#### Copa FIM de Superstock 1000
Ducati ha guanyat la FIM Superstock 1000 Cup 6 vegades. La marca n'ha guanyat també el títol de constructors les temporades de 2008, 2009, 2011 i 2016.
| Any  | Campió                | Motocicleta            |
| ---- | --------------------- | ---------------------- |
| 2007 | Niccolò Canepa        | Ducati 1098S           |
| 2008 | Brendan Roberts       | Ducati 1098R           |
| 2009 | Xavier Siméon         | Ducati 1098R           |
|      |                       |                        |
| 2011 | Davide Giugliano      | Ducati 1098R           |
|      |                       |                        |
| 2014 | Leandro Mercado       | Ducati 1199 Panigale R |
|      |                       |                        |
| 2017 | Michael Ruben Rinaldi | Ducati Panigale R      |

#### Campionat britànic de Superbike
Ducati ha guanyat el British Superbike Championship 12 vegades.

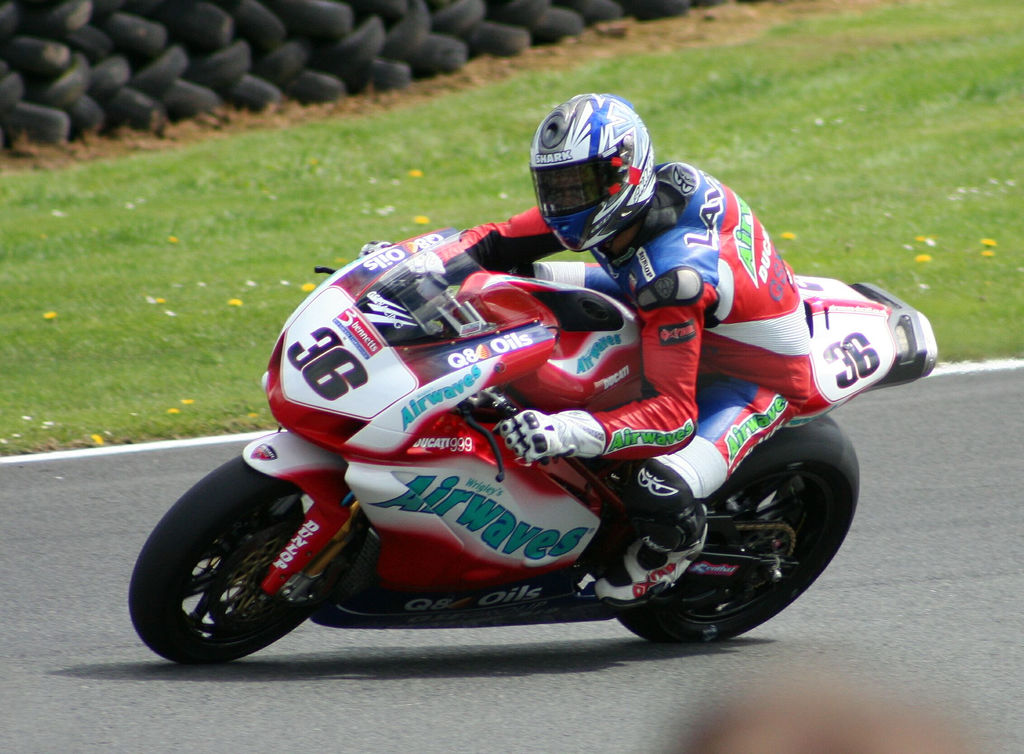
Gregori Lavilla amb la Ducati 999 al Campionat Britànic de SBK del 2005

| Any  | Campió          | Motocicleta          |
| ---- | --------------- | -------------------- |
| 1995 | Steve Hislop    | Ducati 916           |
|      |                 |                      |
| 1999 | Troy Bayliss    | Ducati 996           |
| 2000 | Neil Hodgson    | Ducati 996           |
| 2001 | John Reynolds   | Ducati 996           |
| 2002 | Steve Hislop    | Ducati 998 RS        |
| 2003 | Shane Byrne     | Ducati 998 F02       |
|      |                 |                      |
| 2005 | Gregori Lavilla | Ducati 999 F04       |
|      |                 |                      |
| 2008 | Shane Byrne     | Ducati 1098 RS       |
| 2016 | Shane Byrne     | Ducati Panigale R    |
|      |                 |                      |
| 2017 | Shane Byrne     | Ducati Panigale R    |
|      |                 |                      |
| 2019 | Scott Redding   | Ducati Panigale V4 R |
| 2020 | Josh Brookes    | Ducati Panigale V4 R |

#### Campionat AMA de Superbike
A l'AMA Superbike Championship, Ducati ha tingut la seva part d'èxit: Doug Polen en guanyà el títol el 1993 i Troy Corser l'any següent, 1994. Ducati ha inscrit motocicletes a totes les temporades Superbike de l'AMA des del 1986, però es va retirar del campionat després la temporada 2006.
| Any  | Campió      | Motocicleta |
| ---- | ----------- | ----------- |
| 1993 | Doug Polen  | Ducati 888  |
| 1994 | Troy Corser | Ducati 888  |

#### Campionat d'Austràlia de Superbike
| Any  | Campió       | Motocicleta                          |
| ---- | ------------ | ------------------------------------ |
| 1999 | Steve Martin | Ducati 996RS                         |
|      |              |                                      |
| 2019 | Mike Jones   | Ducati 1289 Panigale R Final Edition |

#### MotoGP

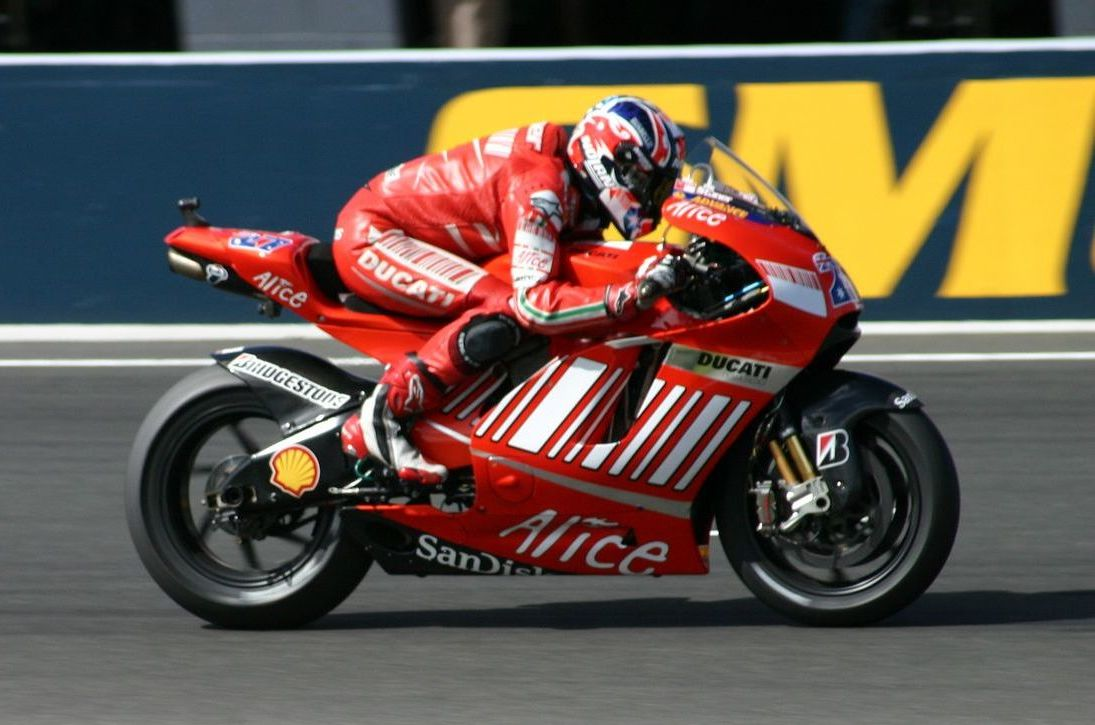
Casey Stoner amb la Ducati Desmosedici GP7 al el 2007

A banda dels mundials de pilots guanyats per Casey Stoner i Francesco Bagnaia, Ducati n'ha guanyat cinc de constructors: 2007 i 2020-2023.
| Any  | Campió            | Motocicleta             |
| ---- | ----------------- | ----------------------- |
| 2007 | Casey Stoner      | Ducati Desmosedici GP7  |
|      |                   |                         |
| 2022 | Francesco Bagnaia | Ducati Desmosedici GP22 |
| 2023 | Francesco Bagnaia | Ducati Desmosedici GP23 |

## Cultura de marca

### Grups d'entusiastes

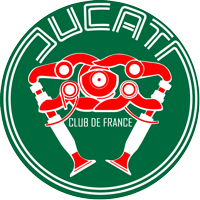
Insígnia del Ducati Club de France (DCF) representant la distribució desmodròmica

Una part clau de l'estratègia de màrqueting de Ducati des de la dècada del 1990 ha estat fomentar una identitat comunitària diferenciada en relació amb els esforços de marca, incloent-hi comunitats en línia i clubs d'entusiastes de Ducati locals, regionals i nacionals. Hi ha més de 400 clubs Ducati a tot el món, 20.000 usuaris registrats al lloc web del Ducati Owners Club i 17.000 subscriptors al lloc web de curses. Els apassionats de la marca i els pilots són anomenats de manera informal al món del motociclisme com a Ducatistes ("Ducatisti" en italià).
A l'Amèrica del Nord hi ha diverses organitzacions d'entusiastes de Ducati amb diferents graus de patrocini de fàbrica, com ara el Bay Area Desmo Owners Club (BADOC) de San Francisco o el Ducati Riders of Illinois (DRILL) de Chicago. L'organització Ducati Enthusiast Sport Motorcycle és un grup nord-americà afiliat al Desmo Owners Club de la fàbrica. Alguns grups se centren en les Ducati "vintage", mentre que d'altres es basen principalment o total en llistes de discussió per correu electrònic o fòrums web.

### Marxandatge
Ducati disposa d'una àmplia gamma d'accessoris, productes d'estil de vida i productes de marca compartida amb els seus logotips i dissenys. La companyia té un acord de llicència amb el fabricant de maletes Tumi Inc., el qual va llançar el 2006 una col·lecció de vuit maletes co-marca, venudes a través de les botigues minoristes d'ambdues empreses.